# История Константинополя
История Константино́поля охватывает период от освящения в 330 году города, ставшего новой столицей Римской империи, до его захвата османами в 1453 году.
Построенный фактически заново на месте античного Виза́нтия, благодаря гигантским по масштабам тех времён строительным работам, стремительному росту населения, развитию торговли и ремёсел, столичному статусу и усилиям первых римских императоров Константинополь за полвека превратился в один из крупнейших городов Европы и Ближнего Востока. Богатому и процветающему «мегаполису средневековья» была уготована роль крупнейшего политического, культурного и экономического центра обширной империи, правда, стремившейся к закату. После падения в V веке Рима Константинополь стал столицей просуществовавшей около десяти веков Восточной Римской империи, которая старалась сохранить приверженность римским и эллинистическим традициям. История Константинополя византийской эпохи была наполнена бурными политическими событиями — народными восстаниями и дворцовыми интригами, убийствами императоров и сменами правящих династий, многомесячными осадами и походами против могущественных западных и восточных соседей. На протяжении многих веков (вплоть до XIII века) Константинополь был крупнейшим центром блестящей культуры и учёности в средневековой Европе, значительно опережая другие мировые столицы по уровню образованности, активности духовной жизни и развитию материальной культуры.
Одной из самых характерных черт политической жизни Константинополя была постоянная борьба за власть между различными группировками аристократии, армии, купечества и духовенства. Элита столицы была крайне нестабильной и разношёрстной группой, так как доступ в правящую верхушку Византии был открыт выходцам из всех социальных слоёв общества. Многие столичные вельможи не только не стыдились своего простолюдинского или провинциального происхождения, но даже гордились тем, что смогли пробиться на вершину власти из самых низов общества. Мало того, даже императорский престол в результате дворцового заговора, любовной интриги, удачной женитьбы, мятежа армии или горожан мог занять выходец из народа. Примеров тому в византийской истории было немало, императорами волею судеб становились даже простые солдаты, дослужившиеся до военачальников среднего ранга, мясник или крестьянин, занимавшийся позже объездом лошадей и кулачными боями. В Константинополе особенно ярко ощущался контраст между бедностью городских низов и богатством аристократии, императорского двора и духовенства. Город заслуженно называли «главным центром роскоши и нищеты на всём Востоке и Западе».
Захват турками Константинополя в мае 1453 года знаменовал собой окончательное крушение Византии и превращение Османской империи в одно из самых могущественных государств мира. Падение Константинополя произвело огромное впечатление на современников, вызвав шок по всей христианской Европе и ликование при дворах Каира, Туниса и Гранады. Кроме того, уничтожение многих римских и византийских культурных ценностей некогда процветавшего города нанесло непоправимый ущерб всей европейской культуре. В Европе образ турок стал после этого синонимом всего жестокого и чуждого христианству. 

## Константин и его наследники
Римский император Константин I Великий по достоинству оценил выгодное местоположение приморского Византия, расположенного на стыке Европы и Азии. Кроме того, на решение Константина повлияла неспокойная обстановка в самом Риме: недовольство знати и постоянные распри в борьбе за трон. Император хотел увенчать свою реформаторскую деятельность созданием нового административного центра огромной державы. Закладка города состоялась осенью 324 года, и Константин лично решил обозначить его границы. Очерченное им пространство обнесли земляным валом, внутри которого развернулось масштабное строительство. По приказу Константина в Византий свозили известных архитекторов, живописцев и скульпторов, лучших каменщиков, штукатуров и плотников, которых освободили от иных государственных повинностей. Другим своим законом, призванным ускорить строительство столицы, император обязал всех владельцев недвижимости в городах Понта Эвксинского обзавестись также хотя бы одним домом в Византии (только при выполнении этого условия владельцы недвижимости могли завещать своё имущество наследникам).
Константин разными способами поощрял переселение в новый город жителей из различных провинций Римской империи, предоставляя им особые условия и льготы, а многих имперских сановников переводил сюда насильно. Константин установил правило, по которому всем переселенцам, которые обзавелись недвижимостью в новой столице, бесплатно полагались зерно, масло, вино и хворост. Эта так называемая «продовольственная премия» существовала около полувека и сыграла большую роль в притоке в Византий новых жителей из числа ремесленников, моряков и рыбаков. Кроме привлечения людских ресурсов, Константин позаботился и об украшении города, для чего в Византий были свезены великолепные произведения искусства со всех уголков обширной империи — из Рима и Афин, Коринфа и Дельф, Эфеса и Антиохии.
11 мая 330 года состоялась пышная церемония освящения столицы Римской империи, названной Новым Римом (текст императорского эдикта, изданного в тот же день, был высечен на мраморной колонне). Главные торжества проходили на ипподроме и включали в себя представления артистов и спортивные состязания, в том числе любимые народом гонки колесниц. Во время этих торжеств в свиту Константина Великого входило как набиравшее силу христианское духовенство, так и всё ещё влиятельное языческое жречество из числа представителей греческих коллегий. Хотя христианство и становилось господствующей религией, император, и сам не сразу порвавший со старыми традициями, не препятствовал деятельности жрецов (однако, в его царствование многие языческие храмы античного Византия были превращены в церкви и общественные здания). По случаю освящения новой столицы была отчеканена монета, на которой изображён Константин в боевом шлеме и с копьём в руке. В честь покровительницы города — Марии Богородицы — была воздвигнута стела из красного порфира на белом мраморном пьедестале. Однако наименование «Новый Рим» не прижилось, и вскоре столицу стали называть Константинополем — городом Константина.
При императоре Константине были заложены церковь Святой Софии, церковь Святой Ирины, церковь Святого Акакия у Золотого Рога и церковь Святого Мокия за пределами городской стены. Наряду с первыми церквями в Константинополе был построен внушительный храм Фортуны, обновлены несколько святилищ, возведена привезённая из римского храма Аполлона громадная колонна, на месте увенчанная статуей самого Константина в образе Аполлона (или Гелиоса), который приветствует восходящее солнце. Из Дельф была доставлена бронзовая «змеиная колонна», служившая подножием знаменитого золотого треножника, а в Константинополе украсившая арену ипподрома. Из Рима был привезён знаменитый памятник в честь богини Афины Паллады, в своё время вывезенный римлянами из Афин (его колонна была превращена в пьедестал для статуй, изображавших Константина, а затем и его преемников). В городе, которому император даровал муниципальное устройство Рима, был учреждён сенат, отныне здесь находился один из консулов. В Константинополь был перенаправлен внушительный поток египетского зерна, ранее шедший на нужды населения Рима.
К концу царствования Константина в его новой столице, которая, подобно Риму, раскинулась на семи холмах Босфорского мыса, было построено около 30 дворцов и храмов, более четырёх тысяч значительных жилых зданий знати, ипподром, цирк и два театра, более 150 бань, более сотни хлебопекарен, восемь водопроводов, а также тысячи домов простолюдинов. Севернее центральной площади Августеон на месте акрополя античного Византия располагался Капитолий, где до конца IV века сохранялись языческие храмы и святилища различных богов. При Константине и его ближайших преемниках, которые активно покровительствовали местным мореходам и купцам, большое внимание уделялось оборудованию удобных гаваней, строительству причалов, волноломов и торговых складов, увеличению флота, который вскоре вернул Константинополю торговую славу античного Византия.
После смерти Константина Великого, скончавшегося в 337 году в Никомедии, процесс разрушения и упадка Римской империи усилился. Между преемниками Константина разгорелась отчаянная борьба за власть, одним из самых драматических эпизодов которой был мятеж расквартированных в столице войск, организованный Констанцием II. Он воспользовался царившим в византийской армии недовольством неопределённостью, которая возникла после того, как Константин завещал огромную державу троим своим сыновьям (Констанцию II, Константину II и Константу) и двум племянникам (Далмацию Младшему и Ганнибалиану Младшему). В Константинополе произошла кровавая резня, во время которой были перебиты многие родственники покойного императора, в том числе оба любимых племянника (спастись смогли только Констанций Галл и Юлиан, сыновья также убитого Флавия Юлия Констанция, младшего брата Константина Великого). Констант более десяти лет удерживал власть над западной частью Римской империи, но погиб в 350 году во время борьбы с полководцем-узурпатором Магном Магненцием. Лишь после победы Констанция II над Магненцием империя вновь была восстановлена под властью одного императора. В 357 году из Патр в только что построенный константинопольский храм Святых Апостолов были торжественно перенесены мощи апостола Андрея Первозванного, положенные рядом с мощами Луки, Тимофея Эфесского и гробом Константина Великого (с момента погребения Константина и до XI века церковь Святых Апостолов служила усыпальницей византийских императоров). В 360 году рядом с центральной площадью Августеон был открыт храм, названный в народе Великим, — первый предшественник современного собора Святой Софии.
После смерти Констанция, умершего в походе против персов, в декабре 361 года в Константинополь вступил Юлиан, жестоко расправившийся с приближёнными своего предшественника. Он приступил к реставрации язычества (за что получил прозвище Отступник), провёл реформу школьного образования, основал в столице библиотеку, которая на века стала важнейшим очагом византийской культуры. Но правление Юлиана было недолгим, он погиб летом 363 года во время персидского похода, после чего войска провозгласили новым императором Иовиана. В правление династии Константина в Константинополе жили и работали врач Орибасий, ритор Либаний, богословы и церковные иерархи Александр Константинопольский, Павел Исповедник, Евсевий Никомедийский, Македоний I, Евдоксий Антиохийский, в городе бывали Афанасий Великий, Василий Великий и известный ересиарх Арий (умер здесь в 336 году).

## Валентиниан, Феодосий и их наследники
В 364 году римские войска провозгласили новым императором Валентиниана I, который своим соправителем в восточной части империи сделал младшего брата Валента II. В его правление был достроен двухъярусный акведук, доставлявший воду между холмами и ставший составной частью огромной системы, снабжавшей Константинополь водой из Фракии. В 378 году в битве при Адрианополе римляне потерпели страшное поражение от задунайских готов, на поле битвы остались 40 тыс. римских воинов, включая и императора Валента. Грациан назначил императором восточной части Римской империи опытного полководца Феодосия, который оттеснил готов от Константинополя, заключив с ними мир. Феодосию с помощью подкупов, роскошных приёмов в императорском дворце и назначений на высокие посты в армии даже удалось привлечь на свою сторону некоторых готских вождей и военачальников. Именно тогда в Константинополе возникли военные поселения готов, служивших в городской страже.
В 381 году Первый Константинопольский собор осудил арианство и установил статус епископа Константинопольского, ставшего вторым по статусу после Римского (до этого столица со времён репрессий императора Септимия Севера находилась под юрисдикцией митрополита Ираклийского). В 390 году на константинопольском ипподроме был установлен гранитный египетский обелиск, вывезенный из Гелиополя. В 394 году Феодосий, казнивший узурпатора Евгения, на короткое время объединил под своей властью обе части Римской империи, но после его смерти в 395 году единое государство оказалось разделённым между сыновьями Феодосия: Флавию Аркадию достался Восток, а его брату Гонорию — Запад. В том же 395 году вестготы под командованием Алариха I вновь подняли восстание и вместе с примкнувшими к ним алеманнами, сарматами, колонами и рабами вторглись во Фракию (отдельные отряды восставших доходили до стен Константинополя, но затем вся масса мятежников направилась в Грецию). К концу IV века в Константинополе проживало свыше 100 тыс. человек, новым поселенцам уже не хватало места внутри крепостных стен, возведённых императором Константином, и город стал распространяться за их пределы (в прибрежной части дома строили даже на сваях).
Во второй половине IV века в Константинополе работали такие великие умы своего времени, как философы Фемистий и Синезий Киренский, богословы Григорий Богослов, Иоанн Златоуст и Нил Постник. В 404 году в городе случились беспорядки, вызванные смещением с поста константинопольского архиепископа популярного в народе Иоанна Златоуста, который конфликтовал с женой императора Евдоксией (в ходе волнений и охвативших столицу пожаров сгорела даже базилика Святой Софии). В начале V века (особенно с 410 года) в связи с угрозой нашествия варваров усилился поток переселенцев-аристократов из Рима в Константинополь. Произошедшее в 412 году землетрясение сильно разрушило стены времён Константина Великого, и возникла острая необходимость в новом кольце укреплений, которые охватили бы разросшиеся кварталы города. Новые стены, начатые ещё при императоре Аркадии, были достроены в период правления императора Феодосия II префектом Антемием. Стена Феодосия имела девять главных ворот, делившихся на гражданские и военные, и множество мелких проходов (важнейшими воротами, через которые проходили оживлённые торговые пути, были Золотые ворота, ворота Ресиос, ворота Святого Романа и Харисийские ворота). Именно к гражданским воротам вели мосты через ров, а во время осады эти ворота замуровывали. Военные ворота находились под защитой самых высоких и мощных башен, их двойные железные створы в мирное время были наглухо заперты, а во время осады их использовали для вылазок против неприятеля.
Общая протяжённость крепостных стен Константинополя составляла 16 км, по их периметру насчитывалось около четырёхсот башен. Стены Феодосия, пересекавшие Босфорский мыс от Мраморного моря до залива Золотой Рог, достигали в длину 5,5 км и были самыми мощными. Эти стены были возведены в три ряда (с учётом укреплений, достроенных позже, после разрушительного землетрясения 447 года). Первый ряд стен, высотой 5 м, защищал глубокий и широкий ров с водой (он имел 20 м ширины, а глубина местами доходила до 10 м). Второй ряд, имевший 2—3 м в ширину и 10 м в высоту, усиливали 15-метровые башни. Третий ряд, наиболее массивный, достигал в толщину 6—7 м и был защищён башнями высотой от 20 до 40 м. Башни были оборудованы устройствами для метания камней и поливания противника горячей смолой или маслом. Вдоль стены располагались караульные помещения для стражи и небольшие хранилища провианта и боеприпасов. Основания стен Феодосия уходили на 10-20 м под землю, что практически исключало возможность подкопа. Через ров не было построено стационарных каменных мостов, лишь лёгкие деревянные, которые убирались на ночь, а при осаде быстро уничтожались защитниками города.
Линия стен Феодосия на века определила те границы, в которых развивался Константинополь (за пределами стен остались западные предместья Евдом, Пиги, Филопатеон, Влахерны и Космидион). Дальнейший рост города шёл уже за счёт создания предместий на северном берегу Золотого Рога (вокруг Галаты) и на азиатском берегу Босфора, напротив Босфорского мыса (вокруг Халкидона и Хрисополя). В октябре 415 года Феодосий II завершил затянувшееся восстановление собора Святой Софии, в 421 году воздвиг недалеко от стен Константина в центре площади колонну со статуей своего предшественника — императора Аркадия, после чего площадь стала именоваться Форумом Аркадия. В 425 году император открыл на Капитолии государственную школу, положившую начало Константинопольскому университету (в ней лучшие риторы, грамматики, софисты и профессора того времени обучали молодых людей латинской и греческой словесности, медицине, философии, риторике и праву), затем недалеко от ипподрома построил подземную цистерну Феодосия. Сестра Феодосия II основала женский монастырь Святого Андрея Первозванного, позже ставший монастырём Святого Андрея Критского. Находясь под сильным влиянием духовенства, Феодосий II запретил евреям строить новые синагоги, занимать должности в государственном аппарате и держать в своих домах христиан в качестве слуг, что сильно сократило еврейскую общину Константинополя. Через четверть века после постройки стен Феодосия была построена стена вдоль морского побережья, также усиленная башнями (она была известна как стена Пропонтис, или стена Мраморного моря). Стена Феодосия, укреплённая старая стена Константина и самая новая стена, защищавшая город со стороны моря, создавали мощный оборонительный пояс, который было трудно преодолеть даже при наличии самой передовой осадной техники.
|                         |                |                |                       |                         |
| Участок приморских стен | Стены Феодосия | Стены Феодосия | Вторые военные ворота | Участок приморских стен |

Около 425 года Константинополь был разделён, подобно Риму, на 14 кварталов (регионов), во главе которых стояли кураторы (регионархи). В их распоряжении находились блюстители порядка и ночная сторожевая служба. Со времён Константина Великого во главе всего города стоял эпарх (др.-греч. ὁ ἔπαρχος τῆς πόλεως), отвечавший за городское хозяйство, благоустройство, управленческий аппарат, поддержание внутреннего порядка и безопасность столицы. При Констанции II эпарх Константинополя по своим функциям и правам уже почти не отличался от префекта Рима и обладал властью, делавшей его вторым человеком в государстве после императора. Он председательствовал на заседаниях Сената и распределял зерно, имел право ареста, заключения или высылки из города любого лица, которое, по его мнению, представляло опасность для благополучия Константинополя (а также мог ограничить право жительства горожанина определённым местом). Эпарху подчинялись многочисленные коллегии и госучреждения, такие как городская полиция, тюрьма (она находилась в подвале претория, расположенного перед Форумом Константина) и судебные учреждения всех 14 кварталов, он курировал расследование всех уголовных преступлений, совершённых в городе.
От воли константинопольского эпарха зависела жизнь и судьба любого горожанина, поэтому его ведомство постоянно осаждали многочисленные просители и жалобщики, которые молили о помиловании близких, старались получить заказы от властей на строительство или ремонт городских объектов, требовали разобрать спор между ремесленными корпорациями. Ведомство эпарха отвечало также за организацию театральных представлений, подготовку города к религиозным празднествам, парадным шествиям императорских процессий, торжественным встречам знатных гостей и иностранных послов. Эпарх был одной из ключевых фигур различных торжеств и церемоний при императорском дворе, обряд его назначения всегда происходил во дворце в присутствии всех придворных и городской знати. Затем новый эпарх обращался с речью к представителям всех городских сословий и объединений, из дворца направлялся в храм Святой Софии, а оттуда — в своё ведомство. Горожане далеко не безразлично относились к выбору императора, и если этот выбор падал на непопулярного вельможу, то церемония назначения эпарха нередко заканчивалась массовыми беспорядками среди демоса. Наиболее популярным эпархом эпохи становления Константинополя был Кир, много сделавший для развития и благоустройства города, но его популярность пугала императора Феодосия Великого, который сместил Кира с поста и повелел постричь в монахи.
Большого развития достигло ремесленное производство. В Константинополе были расположены многочисленные императорские мастерские (эргастирии), которые выполняли заказы двора, армии и городских властей. Ремесленники были прикреплены к этим мастерским пожизненно, причём эта повинность носила наследственный характер. Кроме того, значительную часть работников мастерских составляли рабы. В столице существовало также множество частных, городских или церковных мастерских, а также мастерских, принадлежащих аристократам, монастырям и богадельням (последние три категории владельцев предпочитали не управлять предприятиями напрямую, а сдавать их в аренду). В этих мастерских трудились свободные ремесленники, объединённые в корпорации, деятельность которых строго регламентировалась особыми уставами (они обязаны были платить подати и при необходимости нести службу в пользу государства). На протяжении всего средневековья Константинополь являлся своеобразной «мастерской великолепия» для стран Европы и Востока. Во многих городах и почти при всех дворах широко были известны изготовлявшиеся в городе шёлковые и шерстяные ткани, дорогие одежды, кожевенные, керамические и стеклянные изделия, ювелирные и церковные украшения, холодное оружие и военная амуниция (особенно относившиеся к категории предметов роскоши). Купцы также были объединены в корпорации, и их деятельность находилась под надзором государства (в частной международной торговле доминировали сирийские и египетские купцы). Многие отрасли торговли были императорской монополией, и власти широко практиковали сдачу их на откуп. Ведомство эпарха регламентировало численность и обязанности членов корпораций, их внутреннюю организацию, но особенно строго чиновники контролировали торговые корпорации, снабжавшие Константинополь продуктами питания.
Весьма многочисленной прослойкой населения Константинополя был городской плебс, включавший не только наёмных работников и мелких служащих, но и бедняков, перебивавшихся случайными заработками, а также различные деклассированные элементы: нищих, проституток, калек и юродивых. Многие из них не имели жилья, часто голодали, а заработав небольшие деньги — напивались в многочисленных дешёвых кабаках. Власть регулярно задабривала плебс подарками — по случаю торжеств от имени императора беднякам раздавали деньги, хлеб и вино, епископ Константинополя распределял милостыню, иногда плебс получал возможность посмотреть на ипподроме представления фокусников, дрессировщиков и акробатов. Однако, несмотря на такую «заботу», плебс обладал крайней неустойчивостью настроений и легко поддавался на призывы к мятежу. Для этого достаточно было малейшей искры: подорожания хлеба, сочувствия к опальному вельможе, пламенной речи очередного претендента на императорский престол.
В январе 447 года в результате сильного землетрясения в Константинополе были разрушены многие здания и значительно повреждены крепостные стены. Около 16 тыс. человек за два месяца не только восстановили старые укрепления, но и построили внешнюю стену с рядом башен и насыпью, а также углубили выложенный кирпичами защитный ров. В итоге с суши город прикрывала эшелонированная система обороны, усиленная 192 башнями. Весной того же года к городу со стороны Фракии подошли войска Аттилы, чем вызвали панику и массовое бегство горожан, но гунны не решились на штурм и ушли в Грецию. С середины V века архиепископы Константинополя стали носить титул патриархов. В 451 году в Халкидоне, на азиатском берегу Босфора, под присмотром императорских чиновников состоялся Четвёртый Вселенский собор, осудивший монофизитство и заложивший основы вероопределения восточного православия. В 453 году в предместье Влахерны за пределами стен Феодосия была построена церковь Богородицы (её заложила Пульхерия, жена императора Маркиана). Через несколько лет, в начале правления императора Льва I, двое византийских патрициев похитили во время паломничества в Палестину ризу Богородицы, которая и была помещена во Влахернскую церковь. Позже сюда же были перевезены одежды и часть пояса из вскрытой гробницы Богородицы. О правлении Маркиана напоминает также колонна его имени, установленная константинопольским градоначальником в середине V века (ранее колонну венчала статуя императора, а пьедестал был богато украшен барельефами).
В течение всего раннего Средневековья Константинополь был крупным культурным центром, превосходившим в этом отношении все столицы Западной Европы. Процветавшие торговля и ремёсла, широкая образованность государственного аппарата с его многочисленной бюрократией позволили сохранить элементы высокой античной культуры. Обширные внешние связи византийских купцов и дипломатов предопределили развитие в Константинополе географии, астрономии, математики, риторики и лингвистики. Внушительный торговый и денежный оборот столицы, частые конфликты вокруг сделок и наследства привели к разработке гражданского права и развитию юридического образования. Наличие в Константинополе императорского двора, многочисленной светской и духовной знати, других богатых заказчиков и меценатов способствовало развитию в городе медицины, архитектуры, строительного дела и тесно связанной с ним механики, а также литературы (особенно поэзии и агиографии), музыки, театра, художественных ремёсел (изготовление керамических изделий, мозаики и эмалей) и производства красок (для живописи и окраски тканей). Из среды придворной бюрократии и высокопоставленных священников той эпохи вышла плеяда византийских историков (например, Приск, Созомен и Сократ Схоластик). Несмотря на всевозрастающее влияние духовенства на культуру, в Константинополе сохранилось светское образование, опиравшееся своими традициями на античность (в отличие от стран Западной Европы, где Церковь фактически монополизировала остатки образованности). Большое влияние на тогдашнюю науку оказывала борьба Церкви с различными еретическими течениями, пережитками «язычества» и античными традициями (особенно в философии и богословии).

## Лев и его наследники
После смерти Маркиана на императорский престол при активном содействии влиятельных готских полководцев Аспара и Ардавура был поставлен Лев I Макелла. Новый император построил в лесу за городскими стенами, возле целебного источника в районе Пиги церковь (позже император Юстиниан I, излеченный водами источника, соорудил здесь более пышный храм и мужской монастырь Живоносного источника, а его наследники неоднократно расширяли и украшали высокопочитаемую обитель). В 463 году недалеко от берега Мраморного моря патрицием Студионом была построена церковь, ставшая основой Студийского монастыря, одного из первых монастырей города, который положил начало многочисленному и влиятельному константинопольскому монашеству. Вскоре в обители поселились монахи-акимиты («неусыпающие» или «бодрствующие»), последователи Александра Константинопольского, орден которых играл важнейшую роль в противостоянии с монофизитством. В 471 году в императорском дворце по приказу Льва I, стремившегося избавиться от чужого влияния, были жестоко убиты его бывшие покровители — Аспар и его сын Ардавур (в отместку один из командиров Аспара, Острис, напал на дворец, но атака была отбита верными императору отрядами).
В 476 году варварский военачальник Одоакр лишил власти последнего императора Западной Римской империи Ромула Августула, отправив знаки императорского достоинства в Константинополь. К концу V века население столицы и ближайших пригородов достигло 700 тыс. человек (по другим данным, в начале VI века оно насчитывало около 500 тыс. человек). По словам жившего в тот период историка Зосима, Константинополь был многолюдным и тесным городом. Приезжавшие в него иностранные купцы и многочисленные паломники отмечали в своих заметках и воспоминаниях широкие центральные улицы с крытыми галереями, просторные площади, украшенные колоннами и статуями, величественный императорский дворец и резиденции богатых вельмож, христианские храмы, триумфальные арки и большой ипподром. Главная улица — Меса («Средняя») — тянулась с запада на восток, от Золотых ворот через Форумы Аркадия, Воловий, Феодосия (Бычий) и Константина до площади Августеон, в центре которой возвышалась статуя Елены Равноапостольной или Августы. Меса и пересекаемые ею крупные площади были настоящим средоточием столичной торговли. От площади Августеон до Форума Константина тянулись ряды лавок, где шла бойкая торговля дорогими тканями, одеждой, драгоценностями и благовониями. На других площадях торговали скотом, мясом, рыбой, зерном, хлебом, вином, маслом, сухофруктами, шёлком-сырцом, мылом и воском.
Кроме того, на вымощенной каменными плитами улице Меса и в прилегающих к ней кварталах находились самые важные государственные, религиозные и общественные здания (по обеим сторонам Месы тянулись дома с двухэтажными тенистыми портиками и колоннадами), именно по Месе следовали императорский кортеж и церковные процессии. Большинство остальных улиц центральной части Константинополя имели не более 5 м в ширину и были застроены одно-трёхэтажными домами вельмож и купцов, украшенными одноэтажными портиками, которые часто использовались в качестве торговых помещений. Чем дальше от центра города, тем улицы становились уже и неопрятнее, на окраинах они обычно не были вымощены камнем и обустроены водостоками. Здесь, в многоэтажных доходных домах, иногда достигавших и девяти этажей, обитали ремесленники, мелкие лавочники, моряки, рыбаки, грузчики и прочий рабочий люд (если в Риме в V веке насчитывалось почти 1,8 тыс. отдельных домов, то в Константинополе — почти 4,4 тыс., что свидетельствует о многочисленном среднем классе).
К площади Августеон примыкало большинство наиболее значимых достопримечательностей Константинополя — ворота Халки (Халка), служившие парадным входом в императорский дворец, здания сената и императорской библиотеки, роскошные дворцы знати, Термы Зевксиппа (куда свозились наиболее ценные произведения искусства со всей Римской империи), храм Святой Софии и резиденция патриарха, ипподром и Милий (или Милиарий). Вымощенный мраморными плитами круглый Форум Константина был богато украшен колоннами (в центре возвышалась знаменитая колонна Константина Великого), портиками и триумфальными арками. Рядом находились большой рынок булочников и переулок «Долина слёз», в котором велась торговля рабами. Квадратный Бычий форум (или площадь Быка) был украшен триумфальной аркой и базиликой Феодосия. От него Меса расходилась в две стороны — главная магистраль шла на запад, к Золотым воротам, и далее переходила в римскую Эгнатиеву дорогу; другая часть Месы шла на северо-запад к Адрианопольским (или Харисийским) воротам. В центре Воловьего форума стояла привезённая из Пергама громадная бронзовая фигура быка, чрево которого служило печью, в которой сжигали приговорённых к такой мучительной смерти преступников.
К началу VI века торговый путь через черноморские проливы и таможенные пошлины с кораблей вновь стали одним из главных источников благосостояния города. Наряду с гаванями, существовавшими ещё во время античного Византия на берегу Золотого Рога (Просфорион и Неорион), были обустроены новые большие гавани на берегу Мраморного моря (Феодосия и Юлиана). В эти гавани приплывали суда со специями, благовониями, слоновой костью и драгоценными камнями из Индии и Цейлона, шёлком и фарфором из Китая, коврами, тканями и жемчугом из Персии, зерном, хлопком, стеклянными изделиями и папирусом из Египта, мехами, мёдом, воском, золотом и икрой из Причерноморья, рабами и паломниками из Крыма, Балкан и Северной Африки (регулярное морское сообщение связывало Константинополь с Антиохией, Александрией, Эфесом, Смирной, Родосом, Патрами, Фивами, Коринфом, Фессалониками и Херсонесом, а также с некоторыми портами Италии, Галлии, Испании и Северной Африки).
В 512 году для защиты от нападений славян была построена линия укреплений от Селимбрии на Мраморном море до Дерконта на Чёрном море, получившая название «Длинная стена» или стена Анастасия (историк Евагрий Схоластик называл её «знаменем бессилия и памятником трусости»). Длина стены составляла около 50 км, и она была призвана защитить от вражеских набегов богатые земледельческие хозяйства в западных пригородах Константинополя, снабжавшие столицу продуктами. В том же 512 году в Константинополе произошёл мятеж против религиозной политики Анастасия, открыто поддерживавшего монофизитство. Толпа, разграбившая дома ближайших сподвижников императора, хотела возвести на трон консула Ареобинда, но тот отказался от возможности узурпировать власть и бежал из столицы. В 514 году к стенам Константинополя подошла армия мятежного полководца Виталиана, но он не решился на штурм, удовлетворившись условиями перемирия и щедрыми откупными от Анастасия. Вскоре войска и флот Виталиана вновь подошли к византийской столице, и вновь император был вынужден согласиться с условиями мятежников. В 516 году Виталиан предпринял третий поход на Константинополь, но теперь благодаря умелым действиям полководцев Юстина и Марина Сирийца мятежникам было нанесено тяжёлое поражение. В период правления императора Анастасия были проведены денежная и налоговая реформы (он отменил хрисаргир, чем снискал популярность у столичных торговцев и ремесленников). В правление династии Львов в Константинополе работали видные историки Малх Филадельфиец и Зосим.
На вершине социальной пирамиды населения Константинополя стояли император, его ближайшее окружение и высшая аристократия (патриарх Константинопольский, сенаторы, в том числе иллюстрии, клариссимы и спектабили, патрикии и консулы, а также префекты претория, префект Константинополя, военные магистры, магистр оффиций, препозит священной опочивальни, квестор священного дворца, комиты священных щедрот). Среди сенаторской аристократии были влиятельны родственники правящего императора и провинциальные династии богатых землевладельцев, выходцы из которых смогли закрепиться при дворе императора. Примером таких династий могут служить семьи Апионов и Лаксарионов из Египта. Сенаторами становились также проявившие себя полководцы, чиновники, юристы и дипломаты (в том числе и выходцы из числа «варваров», то есть готов, герулов, гепидов, скифов и других племён). Крайне мало среди сенаторов было потомков старой римской аристократии, переселившейся в IV—V веках в Константинополь. Нередко сенаторы впадали в немилость, и их имущество изымалось в пользу императора.
Далее следовали высшие чины армии (комит экскувиторов, доместики и стратилаты) и духовенства (епископы, настоятели монастырей и соборов), другие чиновники императорского двора и городской администрации, профессора университета и главы частных школ, известные врачи, юристы (особенно придворные, входившие в императорский совет и служившие в императорской канцелярии), архитекторы, философы и другие учёные, богатые купцы-оптовики, владельцы крупных мастерских, аргиропраты, судовладельцы (навикулярии) и главы торгово-ремесленных корпораций. За ними располагались рядовые юристы, врачи, инженеры, риторы, учителя начальных школ, высококвалифицированные мастера и мелкие торговцы, рядовые священнослужители и обслуживающий персонал клира (монахи, диаконы, иподиаконы, чтецы, певцы, привратники, хартофилаксы, скевофилаксы, церковные экономы, нотариусы и экдики), а также лица творческих профессий (артисты театров, художники и скульпторы). На мелких ремесленников и лавочников ложилось основное бремя выплат налогов, арендной платы, процентов по займам, а также бремя исполнения различных государственных повинностей. В самом низу социальной лестницы находились городская беднота, разорившиеся крестьяне, нищие, многочисленные государственные, церковные и частные рабы. Из бедноты происходила основная масса подёнщиков, широко использовавшихся в мастерских, лавках, садах, на стройках, в порту и на верфях. Рабы трудились преимущественно в мастерских, лавках и в качестве домашней прислуги (особенно в императорском дворце и домах знати).

## Юстиниан и его наследники
В 527 году на императорский престол взошёл племянник Юстина I Старшего, уроженец Македонии Юстиниан I. К тому времени особый вес в столице приобрели димы — массовые «спортивные» (или «цирковые») партии, первоначально возникшие во время состязаний на ипподроме, а затем постепенно превратившиеся в политические организации горожан, отстаивавшие интересы различных сословий и слоёв общества. Ипподром играл большую роль в политической жизни города и империи, народ пользовался им как местом собраний, где можно высказать своё недовольство действиями властей. В Константинополе существовали четыре главных дима — венеты («голубые»), прасины («зелёные»), левки («белые») и русии («красные»), названные так по цветам одежды возничих колесниц. Наиболее влиятельными среди них были венеты и прасины, имевшие выборных руководителей — димархов и димократов, свою казну, недвижимость и вооружённые отряды городской молодёжи, оказывавшие давление на императорскую власть. Венетов возглавляли крупные землевладельцы и сенаторы из числа аристократов (они выступали за укрепление рабовладельческих отношений, имели крупные интересы в западной части империи и тесные связи с духовенством), прасинов — богатые торговцы, откупщики и ростовщики (имевшие тесные связи с восточными провинциями империи и покровительствовавшие монофизитам), но рядовыми членами обеих партий были выходцы из средних и низших слоёв Константинополя. Правящие верхушки димов боролись между собой за власть, доходы и влияние при императорском дворе. Масса рядовых димотов нередко участвовала в городских волнениях, вызванных налоговым бременем и притеснениями властей, но руководителям димов до поры до времени удавалось сдерживать недовольство толпы.
В январе 532 года в Константинополе начались волнения, вошедшие в историю под названием восстание «Ника», то есть «Побеждай». Такой лозунг избрала себе городская беднота, недовольная поборами чиновников и религиозными притеснениями ретивого христианина Юстиниана. Ядром восставших стали объединившиеся венеты и прасины, к которым примкнули недовольные императором сенаторы. 11 января на ипподроме, как обычно, проходили конные состязания, но обстановка на трибунах была накалена до предела. Вожди прасинов с гневом обрушились на ненавистного начальника дворцовой гвардии Калоподия, а затем через императорского глашатая начался диалог между руководителем прасинов и Юстинианом. Под шум толпы, заполнившей ипподром, прасины выдвинули ряд обвинений против чиновников императора, а затем дошли до открытых нападок и оскорблений самого Юстиниана. После того как «зелёные» демонстративно покинули ипподром, Юстиниан приказал арестовать не только вождей прасинов, но и некоторых вождей их извечных соперников — венетов.
13 января собравшиеся на ипподроме прасины и венеты обратились к императору с просьбой помиловать приговорённых к смерти руководителей димов и, не получив ответа, подняли в Константинополе мятеж против Юстиниана. Толпы восставших освобождали из тюрем заключённых, громили дома знати и архивы, где хранились налоговые списки и долговые документы, поджигали правительственные здания и христианские храмы. В пламени многочисленных пожаров погибли здание сената, часть строений на площади Августеон, большинство зданий на улице Меса до форума Константина, церкви Святой Софии и Святой Ирины, термы Зевксиппа и часть императорского дворца. Юстиниан пошёл на уступки, сместив со своих постов ряд сановников (в том числе Иоанна Каппадокийского и Трибониана), но когда восставшие потребовали низложения самого императора, он бросил против них отряды наёмников (готов и герулов). Уличные бои принесли успех восставшим, и даже попытка императора пойти на примирение с димотами закончилась тем, что толпа вновь осыпала Юстиниана и Феодору проклятиями и оскорблениями. Император был вынужден бежать с ипподрома и готовился покинуть Константинополь, но Феодора на заседании императорского совета уговорила его продолжить борьбу. Во многом судьбу Юстиниана решил его верный полководец Нарсес, сумевший подкупить часть венетов и переманить на сторону императора влиятельных сенаторов.
18 января отряды армянских и герульских наёмников под командованием полководцев Велисария, Мунда, Иоанна Армянина и Нарсеса с нескольких сторон атаковали ипподром, застигнув повстанцев врасплох. Во время учинённой войсками кровавой резни было убито около 35 тыс. человек. Долгое время после подавления восстания Юстиниан запрещал проводить на ипподроме какие-либо состязания, которые возобновились только через пять лет. Опасаясь новых мятежей, Юстиниан приказал построить во дворце на случай осады хлебные склады, а рядом — достроить начатое ещё при императоре Константине Великом большое подземное водохранилище, получившее название цистерна Базилика (ранее, в 528 году возле ипподрома была построена другая подземная цистерна — Филоксена). Но главным проектом императора, стремившегося увековечить своё имя и славу Константинополя, стало строительство нового кафедрального собора Святой Софии, который своими размерами и великолепием должен был затмить всё, что было построено в столице до этого. Согласно легендам, уступить некоторые участки земли под будущий собор Юстиниан лично просил у их владельцев, план собора был указан императору во сне ангелом, а некоторые споры между Юстинианом и архитекторами также решались с помощью вмешательства небесных сил. Закладка фундамента началась утром 23 февраля 532 года, на сороковой день после грандиозного пожара, уничтожившего прежнюю церковь. Для сооружения храма в Константинополь были приглашены архитекторы Анфимий из Тралл и Исидор из Милета, на строительстве было занято около 10 тыс. мастеров и чернорабочих. Юстиниан почти каждый день лично наблюдал за ходом работ, приезжая на стройку после обеда. В 534 году был издан новый кодекс Юстиниана, регламентировавший все стороны жизни византийского общества.
Строительство собора длилось около шести лет и потребляло огромные средства, равные почти всем доходам Византийской империи. Например, только на амвон и хоры был истрачен годовой доход, поступивший в казну из такой богатой провинции, как Египет. В Константинополь со всех уголков империи свозились дорогие строительные материалы (мрамор, гранит и порфир), а также уцелевшие фрагменты античных строений — мраморные колонны из Рима, Афин и Эфеса, белоснежный мрамор из Проконеза, светло-зелёный мрамор с Каристоса, бело-красный мрамор с Ясоса, розовый с прожилками мрамор из Фригии. В определённый момент Юстиниан даже захотел весь собор вымостить золотыми плитками, но его сумели отговорить от этой расточительной идеи. Когда император вошёл в храм в день его освящения (27 декабря 537 года), он воскликнул: «Слава Всевышнему, который избрал меня для совершения этого великого дела! Я превзошёл тебя, Соломон!» Празднества по случаю освящения собора продолжались 15 дней, на улицах населению от имени Юстиниана раздавали монеты и хлеб. В царствование Юстиниана были также перестроены церкви Святой Ирины (536) и Святых Апостолов (549), построены церковь Святого Полиевкта (527), церковь Святых Сергия и Вакха (536) и уникальный акведук, доставлявший в Константинополь воду из реки Кидарис (его четыре двухэтажные арки высотой 36 м были перекинуты через поток шириной 140 м). Возле собора Святой Софии была установлена огромная колонна, которую венчала бронзовая конная статуя Юстиниана.
В первой половине VI века большое значение в ремесленном секторе Константинополя имели государственные мастерские по производству тканей из льна, шерсти и шёлка, красильные и швейные мастерские, мастерские по производству предметов роскоши (особенно драгоценностей) и оружия, чеканке монет, хлебопекарни, использовавшие египетское зерно, судоверфи, вёсельные мастерские и артели ловцов пурпурных раковин. Часть ремёсел была запрещена частным лицам и входила в сферу интересов императорских монополий. Попасть в число членов государственных корпораций (цехов) было непросто; кроме наличия нужных возраста и навыков, необходимо было происходить из семьи члена корпорации. В городе имелось также несколько тысяч мастерских свободных ремесленников, объединённых в свои торгово-ремесленные корпорации (почти 1,7 тыс. мастерских и лавок были освобождены от государственных податей, взамен они финансировали нужды собора Святой Софии и обеспечивали пожарную охрану Константинополя). Среди частных предприятий выделялись кузницы, ткацкие, гончарные, кожевенные, обувные, меховые и ювелирные мастерские, мастерские по производству ножей, сельскохозяйственного инвентаря, свечей и мыла, а также артели каменщиков, плотников, маляров, землекопов, камнерезов и садовников. Большинство мастерских и лавок одного профиля образовывали специализированные кварталы, например, аргиропраты обосновывались на Месе. Немалая часть рабочих Константинополя была занята в обслуживании проастиев — земельных владений, которые представляли собой поместья императора, аристократов, монастырей и церквей с обширным подсобным хозяйством.
На период правления Юстиниана пришлось восстановление разрушенных в эпоху великого переселения народов торговых связей с Причерноморьем и превращение Константинополя в важный центр транзитной торговли. Византия добилась неограниченного господства в проливах и бассейне Чёрного моря, что позволило Юстиниану взимать высокие таможенные пошлины со всех проходящих мимо столицы судов. Торговля находилась под неусыпным контролем императорских чиновников, которые тщательно осматривали суда и сухопутные караваны, прибывавшие в город, определяли размер пошлины, устанавливали допустимые сроки пребывания приезжих купцов в Константинополе и контролировали наличие имущества и товаров в момент их отъезда. Желая увеличить торговую роль столицы, византийские власти запрещали транзит через проливы целого ряда товаров (в том числе зерна, вина, оливкового масла и некоторых сортов шёлковых тканей), вынуждая иностранных купцов совершать закупки в самом Константинополе. Эти ограничения, с одной стороны, способствовали процветанию торговых корпораций столицы, а с другой — стимулировали образование в городе кварталов иностранных купцов. На рейдах константинопольских гаваней стояли суда из Египта, Ханаана, Крыма, Италии и Испании, на постоялые дворы стекались караваны из Месопотамии, Персии, Аравии, Кавказа и Индии.
Розничная торговля была сосредоточена в лавках и портиках вдоль Месы (от Милия до Форума Константина) и Артополия. Существовали специальные рынки, например, для импортных товаров (у гавани Юлиана) и скотный рынок. Оживлённая торговля велась в гавани Иерон на азиатском берегу Босфора, где Юстиниан повелел обустроить постоянную таможню. Торговые агенты императора и других влиятельных лиц, а также купцы-оптовики и различные посредники скупали здесь привезённые товары и на своих судах перевозили их в Константинополь. В городе имелось множество лавок, в которых торговали дорогими тканями и готовой одеждой, ювелирными украшениями и драгоценными камнями, воском, свечами, мылом и благовониями, вином, оливковым маслом, пряностями и специями, мясом, рыбой, овощами и фруктами. Рядом с торговцами складывалась прослойка чиновников, оформлявших сделки, менял и ростовщиков, которые принимали деньги под проценты, а также золото и серебро на хранение, уплачивали залог, оценивали имущество, выступали посредниками при совершении сделок или гарантами при уплате долга, ссужали деньги под проценты или залог, распродавали имущество с торгов (в том числе имущество конфискованное, умерших без завещания или разорившихся людей) и даже пробировали монеты. Активное участие в финансовых сделках принимали сенаторы, другие аристократы или их доверенные лица.
К концу правления императора Юстиниана Византийская империя достигла максимального расцвета, включив в свой состав большую часть Северной Африки и Италии, часть Испании и Армении, Далмацию, а также территорию бывшего Боспорского царства. Контролируя такие богатые области, как Балканы, Малая Азия, острова Эгейского моря, Сирия, Палестина и Египет, Византия играла первостепенную роль в международных отношениях эпохи раннего Средневековья, а Константинополь был тем центром, куда стекались собранные налоги и военная добыча огромной державы. В столице оседали славяне и фракийцы, арабы и евреи, армяне и копты, готы и другие варвары, выходцы из Италии и Испании, большинство из которых переходило на греческий язык, принимало православие и быстро усваивало византийские традиции. Юстиниан утвердил неограниченную власть императоров, обеспечил Церковь значительными привилегиями и гарантировал права частной собственности, именно при нём произошёл переход от римских традиций к византийскому стилю правления. Этот период процветания омрачила так называемая «Юстинианова чума» 541—542 годов, занесённая в Константинополь на судах с зерном из Египта (по разным оценкам, на пике пандемия убивала от 5 до 10 тыс. горожан в день и таким образом уничтожила от 40 до 50 % населения столицы). В 553 году по инициативе Юстиниана в столице прошёл Второй Константинопольский собор, повторно осудивший несторианство как ересь. В 557 и 558 годах Константинополь пострадал от мощных землетрясений, многие строения города, в том числе собор Святой Софии и монастырь Святого Михаила с древней церковью Хора (церковью Христа Спасителя «в деревне» или «в полях»), получили значительные повреждения.
В VI веке в Константинополе, переживавшем в правление династии Юстиниана бурный культурный и научный подъём, жили и работали философы Стефан Византийский и Иоанн Филопон, богослов Иоанн Эфесский, архитекторы-математики Анфимий из Тралл и Исидор Милетский, историки Прокопий Кесарийский, Агафий Миринейский (был также известным поэтом), Иоанн Малала, Исихий Милетский, Пётр Патрикий, Менандр Протектор и Иоанн Лид, географ Козьма Индикоплов, поэт Павел Силенциарий. В конце VI — начале VII века во многих районах Византийской империи вспыхивали восстания рабов, полузависимых и разорившихся крестьян, племён и последователей ересей, солдат и военачальников различных рангов, нередко подхваченные городской беднотой Константинополя (в столице, где серьёзные выступления происходили в 588, 601 и 602 годах, ситуация осложнялась традиционной активностью димов). Император Маврикий учёл печальный опыт Юстиниана и задобрил руководителей димов, поручив вооружённым отрядам прасинов и венетов, насчитывавшим около 2,5 тыс. человек, охрану городских стен. Но из-за недостатка зерна волнения не утихали и вылились в открытое нападение толпы на императора во время крестного хода. Под градом камней Маврикий со своим сыном и свитой был вынужден укрыться за стенами Влахернского дворца, а димоты оставили свои посты на стенах и присоединились к мятежникам. Когда в 602 году на столицу двинулись восставшие против императора части византийской армии, стоявшие на Дунае, именно мятежный городской плебс и рабы помогли им захватить Константинополь. Маврикий бежал на небольшом судне, но вскоре был пойман и казнён в Халкидоне (причём вначале на его глазах обезглавили всех его детей).
На престол был возведён один из восставших против Маврикия военачальников — сотник Фока, против которого выступили всё ещё влиятельная на тот период рабовладельческая знать, сенатская аристократия, крупные землевладельцы, часть провинциальных и столичных чиновников и полководцев, что вылилось в открытую гражданскую войну между сторонниками и противниками нового императора. В 603 году столичные волнения завершились грандиозным пожаром, во время которого сгорели многие здания центральной части Константинополя. В 607 и 609 годах власти жестоко подавили выступления против Фоки прасинов, обезглавив и утопив многих мятежников, но репрессии лишь ухудшали положение узурпатора. Тем временем персы под началом сасанидского шахиншаха Хосрова II Парвиза легко теснили деморализованную византийскую армию, грабили Малую Азию и доходили до Халкидона.
В период правления династии Юстиниана в Константинополе стала складываться влиятельная армянская диаспора, в дальнейшем сыгравшая огромную роль в жизни Византийской империи. При императорском дворе армяне занимали посты полководцев и советников, дипломатов и казначеев. В 571 году после неудачного восстания против персов в Константинополь бежало множество представителей армянской знати, включая князя Вардана Мамиконяна, католикоса всех армян и нескольких епископов. В этот же период на византийский трон взошёл первый император армянского происхождения — Маврикий. Однако не все армяне оказывались в западной Византии по своей воле, Тиберий II и Маврикий практиковали и насильственную депортацию населения из Армении во Фракию, вследствие чего часть армян перебиралась в столицу уже из западных областей империи.
С момента возникновения Константинополя здесь существовали многочисленные гостиницы, постоялые дворы и приюты для паломников, которые принимали на постой как гостей города, так и пилигримов, следовавших из Европы в Иерусалим (пандохейоны и митаты делали это на коммерческой основе, а ксенодохии были благотворительными учреждениями, дававшими кров неимущим). В правление Юстиниана и его наследников ксенодохии стали превращаться в лечебные заведения, в которых оказывалась медицинская помощь беднякам. Многие ксенодохии имели в городе и пригородах земельные наделы (проастии) с мастерскими, садами и огородами, которые сдавали в долгосрочную аренду (эмфитевзис), а полученные доходы направляли на содержание зданий и врачей. В дальнейшем при финансовой поддержке императоров, богатых горожан и монастырей ксенодохии как богадельни с медицинским уклоном стали в Константинополе распространённым явлением. На азиатском берегу Босфора располагался находившийся в ведении Церкви лепрозорий Аргироний. В городе имелось немало врачей, как получавших жалованье от государства (среди них выделялась привилегированная группа придворных лекарей), так и живших исключительно на те средства, которые они получали от больных.

## Ираклий и его наследники
Гражданская война закончилась приходом к власти Ираклия I, войска которого вошли в Константинополь 3 октября 610 года. Фока и его приближённые были казнены, а их трупы сожгли на Бычьем форуме. Ираклий был ставленником новой феодальной знати, которая достигла компромиссного соглашения со старой рабовладельческой аристократией, но положение Византии на международной арене было не столь радужным: с востока империи угрожали Сасаниды, с запада — Аварский каганат. В 617 году персидские войска дошли до Халкидона и реально угрожали Константинополю, после чего ещё не раз совершали опустошительные набеги на византийские земли в Малой Азии, доходя до берегов Босфора. В 619 году войска Сасанидов захватили Египет и прекратили поставки зерна в Константинополь, вынудив императора впервые отменить бесплатную раздачу хлеба. В 620 году Ираклий заключил мир с аварами, согласившись уплачивать грозному соседу огромную дань, и предпринял ряд успешных походов против персов. Улучив момент, когда войска императора находились в очередном восточном походе, персидская армия под командованием Фаррухана Шахрвараза зимой 625 года захватила Халкидон и опустошила прилегающие к нему районы вдоль азиатского берега Босфора.
Летом 626 года с запада к Константинополю двинулась 300-тысячная армия Аварского каганата, в составе которой было немало отрядов покорённых славянских племён. Войска кагана взяли штурмом стену Анастасия и встали лагерем у городских стен Феодосия. Им противостояли довольно сильный гарнизон под командованием назначенных Ираклием регентов — патриарха Сергия и патриция Вона, а также внушительный флот, преимущество которого состояло в том, что ни авары, ни персы не располагали сколько-нибудь значительными морскими силами. Корабли византийцев легко справлялись с небольшими судами славян и постоянно препятствовали контактам между аварами и расположившимися на азиатском берегу Босфора персами. Получив отказ в выдаче всех сокровищ Константинополя, каган в конце июня 626 года начал штурм крепостных стен, применив тяжёлую осадную технику. Авары построили 12 огромных осадных башен, на что византийцы ответили применением «греческого огня», который уничтожил всю осадную технику противника.
После ряда неудач на суше и море каган направил часть войск и оставшиеся лёгкие суда славян в устье мелководного залива Золотой Рог, где их не могли достать тяжёлые корабли византийцев. Но защитники города быстро и скрытно укрепили этот участок обороны и расположили флот вдоль береговой линии Золотого Рога, заманив таким образом штурмовые отряды аваров в засаду. В ночь на 4 августа войска каганата потерпели очередное поражение, после чего многие союзники аваров стали покидать лагерь осаждавших. Каган был вынужден снять осаду и отступить от стен Константинополя, привычно разорив окрестности столицы. После этих событий комплекс оборонительных укреплений в северо-западной части города, в районе предместья Влахерны, был усилен так называемой стеной Ираклия, которая удачно дополняла линию стен Феодосия (стена имела почти четырёхметровую толщину и была укреплена 20 массивными башнями).
Весной 628 года император Ираклий торжественно въехал в Константинополь через Золотые ворота, привезя из удачного похода против персов множество трофеев, включая Животворящий Крест, другие христианские реликвии, золото из разграбленных шахских дворцов и сотни византийских знамён, ранее утерянных в битвах. В 641 году, после смерти Ираклия, на престол взошёл его старший сын от первого брака Константин III Ираклий, но через несколько месяцев он умер. В результате дворцового переворота, организованного полководцем Валентином Аршакуни, войска захватили Халкидон и вынудили отправить в ссылку младшего сына Ираклия и соправителя Константина III Ираклия II, поставив на трон несовершеннолетнего сына Константина Константа II (он перенёс свою резиденцию из Константинополя в Сиракузы, где и был убит слугой в 668 году).
Начиная со второй трети VII века Византия вступила в череду войн с Арабским халифатом, в результате которых потеряла Сирию, Палестину, Египет, Верхнюю Месопотамию, Киликию и владения в Северной Африке. Это сильно ударило по экономике Константинополя, тем более, что через эти земли проходила торговля столицы с Индией и Китаем. Арабы периодически совершали набеги и на владения империи в Малой Азии, их флот стал угрожать морскому господству Византии в бассейне Эгейского моря. В 670 году арабский флот захватил соседний город Кизик, а начиная с 674 года корабли арабов ежегодно в течение пяти лет появлялись у стен Константинополя. Кроме того, на западе большая часть итальянских владений Византии оказалась захваченной германскими племенами, а Балканы были заселены славянскими племенами. С ноября 680 по сентябрь 681 года в столице по инициативе императора Константина IV проходил Третий Константинопольский собор, который подтвердил осуждение монофелитства как ереси. Положение империи ещё более осложнилось в конце VII — начале VIII веков наступлением периода политической анархии, вызванной ожесточённой борьбой за императорский трон между различными группировками феодальной знати. В годы правления Юстиниана II была построена вторая очередь комплекса императорского дворца, но после его свержения в 695 году наступил новый период нестабильности. За два с лишним десятилетия на престоле сменилось шесть императоров, причём последний из них, Феодосий III, пробыл у власти менее двух лет.
|                   |                    |                   |                   |
| Цистерна Феодосия | Цистерна Филоксена | Цистерна Базилика | Цистерна Базилика |

В 695 году полководец Леонтий поднял в Константинополе мятеж, схватил Юстиниана, повелел отрезать у него нос и язык, после чего отправил в ссылку, а сам занял трон. В 698 году византийский флот под ударами арабов был вынужден покинуть Карфаген, а его командиры, боясь императорского гнева, захватили столицу, свергли Леонтия (которого, также отрезав нос, заточили в монастырь) и поставили на трон военачальника Тиверия III. В 705 году бежавший из ссылки Юстиниан II при помощи войска болгарского хана Тервела вернул себе власть и приказал обезглавить на одном из рынков Константинополя Леонтия и Тиверия. В 711 году Константинополь вновь захватили мятежники, провозгласившие императором армянина по происхождению Филиппика, который казнил покинутого всеми Юстиниана. В 713 году после одного из пиров Филиппик был ослеплён, а на трон взошёл его секретарь Анастасий II. Летом 715 года под стенами осаждённого Константинополя разразились ожесточённые бои, завершившиеся в ноябре того же года захватом и разграблением столицы мятежными провинциальными войсками. Анастасий отрёкся от престола и постригся в монахи, а новым императором стал Феодосий III (по одной из версий — сын Тиверия III).
Военные события VII века приучили жителей Константинополя быть готовыми к частым осадам. Константинопольцы поддерживали в должном состоянии городские стены, следили за своевременным наполнением амбаров зерном, а цистерн — пресной водой. Важное значение имела и «духовная защита» столицы. Популярная у жителей города гомеровская легенда об осаде Трои и надежда на покровительство Богородицы добавляли уверенности в неуязвимости (во время любых внешних угроз на стены Константинополя выставлялись иконы Богородицы, флаги с её изображением, мраморные кресты и доски с начертанными на них молитвами, по бастионам шествовали религиозные процессии, исполнявшие молебны и нёсшие различные реликвии Богородицы). В VII веке в Константинополе жили и работали историк Феофилакт Симокатта, богослов Максим Исповедник, поэт Георгий Писида.

## Исаврийская династия
Весной 717 года трон захватил стратиг армянского происхождения Лев III Исавр, положивший начало Исаврийской династии, а уже в августе этого года Константинополь осадила большая армия арабов под командованием Масламы ибн Абдул-Малика. Осаждавшие вырыли у стен Феодосия ров, построили каменные стены, укрепив таким образом свои позиции, и установили напротив башен Константинополя свои огромные осадные машины. Тем временем арабский флот, насчитывавший около 1,8 тыс. кораблей, вошёл в Босфор с целью блокировать столицу со стороны моря, но и на этот раз византийцы с помощью «греческого огня» сожгли множество судов противника. С наступлением суровой зимы в лагере осаждавших начался масштабный голод, а прибывшая весной 718 года новая эскадра вновь потерпела поражение. Кроме того, на арабские тылы стали нападать союзные Льву III болгарские отряды хана Тервела, после чего арабам пришлось рыть ещё один оборонительный ров. В конце концов 15 августа 718 года арабы были вынуждены снять осаду и отступить. Именно во время этой осады византийцы впервые применили заградительную цепь (чугунные звенья, поддерживаемые на плаву деревянными буями), перекрывшую вход в Золотой Рог.
В 723 году император издал указ с требованием всем византийским евреям принять крещение по греческому обряду. После изнурительных войн с персами, аварами и арабами, а также в результате ряда эпидемий население Константинополя значительно сократилось. Столица остро нуждалась в пресной воде (акведук Валента, разрушенный аварами во время осады 626 года, был восстановлен только через полтора века), из-за прекращения импорта египетского зерна ощущалась нехватка хлеба (дефицит частично пытались сократить с помощью расширения полей в пригородах Константинополя). Но если в масштабе мировой политики значение Константинополя со времён Юстиниана I упало, то в масштабе Византийской империи, особенно после захвата арабами Александрии и Антиохии, наоборот, увеличилось. Константинополь стал городом, не имевшим себе равных во всей империи, его роль в качестве основного торгово-финансового и культурного центра ещё более возросла (сами византийцы называли свою столицу «царём городов» и «оком вселенной»).
Главными очагами культуры были многочисленные частные школы, которыми руководили выдающиеся учёные, а также школы при монастырях и церквях. В Константинополе получили развитие медицина, математика, астрономия, химия, философия и юриспруденция, город считался влиятельным центром богословия. В 726 году Лев III издал эдикт против почитания икон, положив тем самым начало движению иконоборчества. Оно долгое время накладывало печать на политическую жизнь Константинополя, расколов жителей столицы на два враждующих лагеря — иконоборцев и иконопочитателей. Император, военная и феодальная знать стремились ограничить влияние Церкви и поживиться за счёт обширных владений монастырей, умело манипулируя мнением недовольных народных масс. Одним из ярких эпизодов этой острой борьбы стало выступление большей части духовенства империи во главе с константинопольским патриархом Германом I против иконоборческой политики императора. Это столкновение завершилось в 729 году лишением Германа патриаршего сана и заменой его ставленником иконоборцев — Анастасием. В ходе иконоборчества (особенно в 730—787 и 814—842 годах) были уничтожены тысячи икон, мозаик, фресок, статуй святых и расписных алтарей, преследованиям, пыткам и казням подвергались монахи и даже высокопоставленные чиновники (гонения на монахов и разорение монастырей вызвали массовое бегство братьев в Южную Италию, Причерноморье, Сирию и Палестину). В Константинополе наиболее сильно пострадал и пришёл в упадок монастырь Хора.
Фактически весь период правления Исаврийской династии Византией управляла группа честолюбивых армян. После смерти Льва III в 741 году политику иконоборчества продолжил его сын Константин V. Во время похода Константина против арабов власть в июне 742 года захватил муж сестры императора Артавазд, вступивший в Константинополь со своими войсками. В 743 году Константин V разбил отряды Артавазда и его сына Никиты, после недолгой осады взял Константинополь и заключил ослеплённого узурпатора в монастырь Хора. Патриарха Анастасия, принимавшего деятельное участие в мятеже и короновавшего Артавазда, публично высекли и верхом на осле голым катали по ипподрому. В 754 году Константин V созвал в Иерийском дворце на азиатском берегу Босфора (мыс Геры напротив Халкидона) церковный собор, осудивший почитание икон. Суровой зимой 764 года стена вдоль Мраморного моря была сильно повреждена (а местами и разрушена) большими льдинами, которые шторм выбрасывал на парапеты. Летом 797 года столичный гарнизон поднял мятеж против Константина VI, которого по велению его матери Ирины ослепили в императорском дворце. В конце VIII века в Студийском монастыре поселился один из «столпов» партии иконопочитателей, видный богослов Феодор Студит, разработавший строгий монашеский устав. В этот же период в Константинополе работали видные историки Георгий Синкелл и Феофан Исповедник, также выступавшие против иконоборчества. В VIII веке Византия окончательно превратилась из рабовладельческого государства в державу феодального типа (хотя рабство здесь сохранялось гораздо дольше, чем в Западной Европе).

## Никифор и его наследники
Осенью 802 года влиятельный византийский чиновник Никифор сверг императрицу Ирину, положив конец Исаврийской династии. В октябре 811 года войска, собравшиеся на ипподроме, низложили сына Никифора Ставракия и объявили новым императором Михаила I Рангаве, женатого на дочери Никифора. В 813 году к Константинополю двинулись войска болгарского хана Крума, разбившие византийскую армию у крепости Версиникия возле Адрианополя, что подтолкнуло Михаила I отречься от престола. Новый император Лев V Армянин (отпрыск армянского княжеского рода Арцрунидов) во время переговоров попытался убить Крума, но тому удалось спастись. Разъярённый хан подготовил большое количество осадных машин, собрал сильное войско из славян и аваров, но весной 814 года, накануне решающего похода, внезапно умер. В 820 году Лев V повелел казнить своего старого товарища по оружию Михаила Травла, обвинённого в измене. Причём сделать это приказал довольно изощрённо — привязать к обезьяне и сжечь в печи, которая нагревала воду для дворцовых бань. Узнав об этом, возмущённые сторонники Михаила переоделись монахами и убили Льва во время рождественской службы (по одним данным, во дворце, по другим — в соборе Святой Софии), а его старшего сына и соправителя Константина Симбата с остальными сыновьями покойного императора изгнали из Константинополя на Принцевы острова.

## Аморейская династия
В 820 году на престол взошёл Михаил II Травл, основавший Аморейскую династию. В 821 году в Византии вспыхнуло крупное восстание под предводительством военачальника Фомы Славянина, провозгласившего себя «чудесно спасшимся» от ослепления Константином VI. В отряды мятежников вливались разорённые крестьяне, городская беднота, солдаты, монахи и беглые рабы, а также последователи еретических движений и выходцы из угнетаемых народов. С декабря 821 года в течение почти года армия Фомы Славянина осаждала Константинополь. Лишь подкупив часть сторонников Фомы и призвав на помощь войска болгарского хана Омуртага, Михаил II смог разгромить повстанцев. Фома был захвачен в плен и после пыток казнён (823 год), но окончательно восстание было подавлено лишь в 825 году.
По приказу императора Феофила был построен ряд дворцовых зданий, относящихся к третьей очереди комплекса императорского дворца. Таким образом, комплекс Большого императорского дворца, строительство которого продолжалось свыше пяти веков (он был заложен при Константине Великом, а затем расширялся и перестраивался его преемниками), к середине IX века занимал огромную территорию в юго-восточной части Босфорского мыса, между Мраморным морем, площадью Августеон и ипподромом. Общая площадь зданий Большого императорского дворца и примыкавших к нему дворцов Магнавра и Буколеон (Вуколеон) превышала 400 тыс. м². Территория Большого дворца включала личную резиденцию императора, жилые помещения членов императорской семьи и дворцового гарнизона (включая императорскую гвардию), помещения для многочисленной обслуги, залы для торжественных приёмов, обширные сады и парки, украшенные статуями, фонтанами и беседками.
Среди наиболее выдающихся сооружений Большого дворца источники той эпохи отмечали двухэтажный Триконх, служивший тронным залом (его нижний этаж имел прекрасную круговую галерею), а также Сигмы, Триклиний, Эрос, Мистерион (его зал поражал современников акустикой), Камилас и Мусикос. Все эти дворцовые здания были отделаны дорогими сортами мрамора (часто разноцветного), мозаикой и позолотой (особенно крыши), богато украшены скульптурами, фресками и картинами, в их архитектуре широко использовались арки, своды и колонны. Особой роскошью отличалась личная резиденция императора, состоявшая из вереницы залов. Здесь хранилось множество произведений искусств античных и византийских мастеров из мрамора, драгоценных камней, золота, серебра и слоновой кости. В главном зале дворца Магнавра, где обычно происходили приёмы иностранных вельмож и послов, находился золотой императорский трон, перед которым на ступенях лежали два золотых льва. За троном стояло золотое дерево, на ветвях которого сидели золотые птицы.
Большой императорский дворец внутренними переходами и крытыми галереями был соединён с расположенным по соседству ипподромом, который служил любимым местом развлечений горожан, и форумом, где решались важнейшие государственные и церковные дела всей Византийской империи. Сооружение ипподрома началось ещё в годы правления Септимия Севера, разрушившего античный Византий, и было завершено при Константине Великом по образцу Большого римского цирка. Ипподром имел 370 м в длину и 180 м в ширину, его трибуны из сорока рядов вмещали более 40 тыс. зрителей (по другим данным — до 100 тыс.). На самом верху амфитеатра находилась украшенная многочисленными произведениями искусства галерея, с которой открывалась захватывающая панорама города. Посреди арены, отделённой от трибун рвом, располагалась узкая терраса, которую украшали привезённые из разных стран великолепные колонны и статуи (в том числе знаменитая статуя Геракла работы Лисиппа и статуи византийских императоров). Императорская трибуна покоилась на 24 мраморных колоннах, а над ней возвышалась башня, увенчанная бронзовой квадригой работы того же Лисиппа.
С середины IX века значительно расширились и заняли важное место в торговле Константинополя связи со славянскими народами (через греческие города Причерноморья), Закавказьем и странами Западной Европы. В ремесленном производстве, наряду с трудом наёмных свободных работников, продолжал широко применяться труд рабов. Среди торговых и ремесленных корпораций особенно выделялись производители и продавцы тканей (отдельные цехи занимались перепродажей шёлка-сырца, прядением, ткачеством и покраской тканей, пошивом шёлковых и полотняных изделий). Сырьё и ткани прибывали в Константинополь из многих стран: шёлковые ткани — из Дамаска и Багдада, тканое полотно — из Фракии, Македонии и Болгарии, лён — из Колхиды. Важное место в деловой жизни города занимала коллегия тавулариев, составлявших, оформлявших и скреплявших печатью документы разного рода (завещания, договоры о купле, продаже, залоге и аренде). Вся деятельность торговых и ремесленных корпораций (в том числе продажа готовых изделий иностранным купцам) строго регламентировалась и находилась под постоянным контролем эпарха Константинополя. Чиновники аппарата эпарха строго следили за качеством, ценами, сортами, фасонами и расцветками производимых товаров, а также за временем и местом их продажи. В число привилегированных входили цехи тавулариев, ювелиров, менял и торговцев шёлковыми тканями, которые меньше страдали от жёсткой регламентации и поборов чиновников (в отличие от многочисленных булочников, мясников, рыботорговцев, ткачей, красильщиков, кожевников и мыловаров).
В 843 году императрица Феодора, правившая при своём малолетнем сыне Михаиле III, окончательно восстановила иконопочитание. Иконоборчество, раскалывавшее общество на враждующие партии, сделалось для власти опасным. В дальнейшем роль патриархов в политической жизни страны вновь возросла, они не только активно вмешивались в решение городских проблем Константинополя, но и играли важную роль в общегосударственных делах. При Михаиле III вновь усилилось влияние армянской придворной группировки, причём теперь она соперничала с другой армянской группировкой. Летом 860 года, во время похода императора против арабов, набег на Константинополь предприняли русы под командованием киевских князей Аскольда и Дира. На двухстах ладьях они добрались до византийской столицы, называемой ими Царьградом, разграбили окрестности, но к полноценной осаде города приступить не успели. Согласно одной версии, сильная буря уничтожила почти все суда, и лишь немногим воинам удалось спастись и вернуться на родину. По другой версии, русы и не планировали участвовать в длительном противостоянии и, довольствуясь богатой добычей, отбыли к берегам Северного Причерноморья.
Со второй половины IX века в Византийской империи начался экономический и культурный подъём, который привёл к небывалому расцвету в Константинополе науки, литературы и искусства (особенно архитектуры, живописи и миниатюры). Оживилась деятельность высших школ, а юридический и философский факультеты Константинопольского университета играли важную роль в научной и культурной жизни столицы (университетом принято называть школу, основанную в 855 году дядей императора Вардой и выдающимся учёным Львом Математиком, которая располагалась во дворце Магнавра). В Магнаврской школе по античному образцу преподавали грамматику, риторику, диалектику, арифметику, геометрию, музыку и астрономию, основы дипломатии и военного дела, изучали сочинения древних авторов. В Константинополе этого периода творили богослов и писатель Фотий, выдающийся поэт Иоанн Грамматик и поэтесса Кассия Константинопольская. В мае 861 года в церкви Святых Апостолов состоялся так называемый Двукратный собор, осудивший низложение патриарха Игнатия.

## Македонская династия
В 867 году на престол взошёл Василий I Македонянин, организовавший убийство своего соправителя Михаила III и положивший начало Македонской династии (хотя на самом деле Василий был армянином из Фракии, чья семья оказалась в плену у болгар). Новый император ликвидировал все реформы иконоборцев и восстановил законодательство Юстиниана, содействовал возрождению монашества и усилил бюрократический аппарат государства. При нём был отремонтирован ряд храмов столицы, в том числе пострадавшие в результате сильного землетрясения 869 года, а в 880 году рядом с императорским дворцом возведена пятикупольная церковь «Неа Экклесиа» («Новая Церковь»), ставшая образцом восточнохристианской крестово-купольной храмовой архитектуры. В 869—870 годах в Константинополе по инициативе Василия I и римского папы Адриана II прошёл церковный собор, низложивший патриарха Фотия I, но решения которого не были признаны православной церковью. В 879—880 годах в соборе Святой Софии состоялся новый церковный собор, на котором был защищён Никео-Цареградский Символ веры, но решения которого не были признаны теперь уже папством.
В 907 году новый поход против Византии предпринял киевский князь Олег, собравший под своим командованием около двух тысяч судов (согласно другим источникам — значительно меньше). Когда русы появились у Константинополя, византийцы перекрыли вход в гавань и укрылись за мощными стенами. Войска Олега опустошили окрестности столицы и, согласно преданию, перетащили суда по суше на другой берег. Византийцы предпочли начать переговоры и заключили с Олегом мирный договор, предоставлявший купцам Киевской Руси большие льготы. Русы прибили свои щиты к воротам Константинополя и вернулись на родину с богатой добычей в статусе победителей, а Олега за его поразительный успех в народе прозвали «вещим», то есть кудесником и волхвом. В 911 году послы князя Олега вновь прибыли в Константинополь и заключили новый договор, подтвердивший все прежние льготы. Летом 913 года успешный поход под стены Константинополя совершил могущественный болгарский царь Симеон I, также сумевший заключить выгодный для болгар мирный договор (византийцы были вынуждены возобновить уплату дани, пообещали женить малолетнего императора Константина VII на дочери болгарского правителя и самое главное — официально признали за Симеоном титул императора).
Летом 917 года Симеон I нанёс сокрушительное поражение византийской армии и лишь по счастливой случайности не занял фактически беззащитный Константинополь. В 920 году императорский трон занял военачальник армянского происхождения Роман I Лакапин, сделавший своими соправителями троих сыновей и внука, а четвёртого сына поставивший на патриарший престол Константинополя. Лакапины перебрались в шикарный дворец Мирелейон, соперничавший в великолепии с Большим императорским дворцом. В 932 году на одной из площадей Константинополя был живьём сожжён вождь крупного крестьянского восстания Василий «Медная рука» (в самом начале мятежа Василий был схвачен и отправлен в столицу, где ему отсекли руку, однако он вернулся в свою фему и изготовил медную руку, к которой был прикреплён большой меч). В декабре 944 года Стефан и Константин свергли отца, сослав его в монастырь на Принцевых островах, однако через 40 дней они сами были свергнуты и сосланы в тот же монастырь. Роман Лакапин и его сын Христофор были погребены в придворной церкви Мирелейона, став первыми императорами, похороненными вне церкви Святых Апостолов.
Летом 941 года огромный флот под командованием киевского князя Игоря направился к Константинополю, но был разбит византийской эскадрой у входа в Босфор с помощью «греческого огня». Остатки войск Игоря начали разорять прибрежные поселения, но вновь потерпели поражение от византийцев и были вынуждены возвратиться в Киев. В 944 году Игорь снова собрал большое войско и выступил в поход на Византию, но на берегу Дуная императорские послы убедили князя заключить новый мирный договор («на все лета, пока солнце сияет и весь мир стоит»). Вскоре отношения Византии с Русью снова ухудшились, так как император в своей внешней политике ориентировался на печенегов. В 957 году свой визит в Константинополь нанесла княгиня Ольга, правившая на Руси после смерти мужа. Она изъявила желание быть крещённой, что и сделал патриарх Полиевкт (восприемником от купели в обряде крещения выступил сам Константин VII Багрянородный), после чего Ольгу ожидал пышный приём в императорском дворце. В 944 году амальфийские купцы первыми из итальянцев основали в Константинополе, на южном берегу Золотого Рога, своё поселение (в 992 году их примеру последовали венецианцы, поселившиеся западнее земляков, за которыми потянулись пизанские, генуэзские, германские, марсельские, нарбоннские и испанские коммерсанты).
К середине X века в длительной и изнуряющей борьбе с арабами наступил перелом в пользу византийцев. Распад Аббасидского халифата позволил Византии вернуть под свою власть Крит, часть Малой Азии, Сирию и Верхнюю Месопотамию, усилить влияние в Армении и Грузии, утвердив восточную границу по Тигру и Евфрату. Но на западе византийцы долгое время терпели поражения в войнах с болгарами. После принятия Русью христианства значительно упрочились торговые и политические связи между Константинополем и Киевом, всё большее значение приобретает торговый путь по Днепру (так называемый путь «из варяг в греки»). Ежегодно весной в столицу Византии через Киев отправлялись большие торговые караваны из многих северных городов Руси, а в константинопольском монастыре Святого Маманта существовала весьма значительная купеческая колония русов.
В 967 году у ворот Источника взбунтовавшаяся толпа, недовольная ростом налогов и спекуляциями при продаже хлеба, побила камнями непопулярного императора Никифора II Фоку. В декабре 969 года Никифор был жестоко убит в своей спальне, после чего на престол взошёл его племянник из знатного армянского рода Иоанн I Цимисхий (пытаясь искупить вину за убийство предшественника, Иоанн удалил от двора всех заговорщиков, в том числе Феофано, раздал своё имущество бедным и основал больницу для прокажённых, в которой нередко собственноручно перевязывал раны больным). В 986 году многие храмы и дворцы Константинополя, включая собор Святой Софии, пострадали в результате сильного землетрясения. В 987 году поднял мятеж военачальник Варда Фока Младший (племянник покойного императора Никифора II), который провозгласил себя императором, захватил почти всю Малую Азию и подошёл с востока к Константинополю. В это же время с севера столице угрожали восставшие болгары. Василий II был вынужден обратиться за военной помощью к киевскому князю Владимиру Святославичу, прибывшие отряды которого вместе с варягами участвовали в разгроме узурпатора (989 год). В 1028 году скончался не оставивший наследника император Константин VIII. Его дочь Зою выдали за эпарха Константинополя, взошедшего на престол под именем Роман III Аргир (при нём был основан богатый монастырь Богородицы Перивлепты в районе Псаматия). В 1034 году Роман III был задушен в бане дворца, а престол занял организовавший убийство фаворит Зои Михаил IV Пафлагонский. После свержения в 1042 году Михаила V Калафата на престол взошёл новый фаворит и третий муж Зои Константин IX Мономах, основавший в 1043 году монастырь Святого Георгия в Мангане и богадельню при нём.
В 1045 году по приглашению Константина IX в Константинополь прибыл анийский царь Гагик II, которого византийцы принудили отречься от престола и передать свои земли в пользу империи. Взамен Гагик получил обширные имения в Малой Азии и дворец в самом Константинополе, а налоговый гнёт византийских чиновников и участившиеся набеги сельджуков вынуждали всё новые и новые волны армян переселяться в западную часть империи, в том числе в столицу. В Константинополе существовала также значительная община евреев (талмудистов и караимов), которые жили вдоль моря в районе Пера. Главными занятиями местных евреев были торговля, производство шёлковых тканей и покраска текстильных изделий (так называемая «еврейская краска» славилась по всей Византии). Гражданские права евреев, особенно в силу старых церковных законов, были крайне ограниченны, многие из влиятельных евреев официально исповедовали христианство. Однако внутри своей общины, которая управлялась выборным старшинами (эфорами), евреи были относительно свободны.
В первой половине XI века крайне обострилась длительная и напряжённая борьба в сфере религиозной догматики между папским престолом в Риме и константинопольским патриаршеством. Разногласия между патриархом Михаилом Керуларием и римским папой Львом IX по вопросу о том, кому из них должно подчиняться духовенство Южной Италии, привели к тому, что по распоряжению патриарха в 1053 году в Константинополе были закрыты все церкви латинского обряда. Летом 1054 года прибывшие в столицу папские легаты во главе с кардиналом Гумбертом возложили на алтарь собора Святой Софии грамоту с анафемой патриарху Михаилу. Тот, в свою очередь, настоял перед императором Константином IX Мономахом о созыве церковного собора византийского духовенства, которое предало церковному проклятию послов папы. Все эти действия сопровождались кровавыми столкновениями на улицах Константинополя между сторонниками правоты патриарха и теми, кто поддерживал папу. Таким образом, вселенская церковь раскололась на западную (римско-католическую) и восточную (греко-католическую, которую впоследствии стали называть ортодоксальной или православной). Великая схизма имела громадные последствия для истории Византии и судеб её столицы, она привела к ухудшению отношений между Константинополем и странами Западной Европы, что особенно стало ощутимым в эпоху крестовых походов.
В период правления Македонской династии в Константинополе работали один из образованнейших людей своей эпохи Константин VII Багрянородный (автор сочинений «Об управлении империей», «О церемониях» и «О фемах»), историки Иосиф Генезий и Лев Диакон, философ Никита Пафлагон, поэт Христофор Митиленский. В этот период власть пыталась приспособить культурное наследие античности к реалиям нового времени, для чего покровительствовала составлению сборников и энциклопедий по истории, географии, сельскому хозяйству, медицине и механике. В искусстве получили развитие мозаика, церковная и светская живопись (особенно изображение военных походов императоров Македонской династии), книжная миниатюра, керамика, художественные изделия из слоновой кости, камня и стекла. Согласно Книге эпарха, составленной в X веке, в Константинополе большое значение имели корпорации (цехи) аргиропратов (менялы, ростовщики и ювелиры, отчасти посредники и поручители при совершении сделок), торговцев шёлком (особенно импортёров шёлка из Сирии и Багдада), готовой одеждой, миро, свечами и мылом, производителей шёлка и пурпура, красильщиков тканей, продавцов бакалеи и конской упряжи, мяса и рыбы, пекарей, трактирщиков и содержателей постоялых дворов.

## Династия Дуков
К середине XI века византийцев с севера начали теснить печенеги, а с востока — сельджуки. В 1059 году на престол в результате дворцовых интриг взошёл Константин X Дука, основавший династию Дуков. В 1060-х годах византийские императоры предприняли несколько походов против сельджуков. В 1071 году в битве при Маназкерте сельджуки разбили византийцев и пленили императора Романа IV Диогена, который за свою свободу заплатил огромный денежный выкуп и уступил султану почти все византийские владения в Малой Азии. В правление императора Михаила VII на месте более древнего храма была построена церковь Богородицы Паммакаристы (или Богоматери Всеблаженнейшей), ставшая ядром женского монастыря. Осенью 1077 и зимой 1078 года к стенам Константинополя подходили войска мятежного полководца Никифора Вриенния Старшего и его брата Иоанна, но каждый раз верные императору отряды отражали нападение. В марте 1078 года другие мятежники, провозгласившие императором опытного полководца Никифора Вотаниата, захватили дворец и заставили Михаила VII отречься от власти, сослав его в Студийский монастырь. Всё недолгое правление Никифора III было наполнено мятежами и закончилось отречением от власти в пользу своего же полководца Алексея Комнина.
В середине XI века в Константинополе работали выдающиеся философы Михаил Пселл и его ученик Иоанн Итал, писатель Кекавмен. В этот период византийская столица всё ещё сохраняла значение мирового торгового центра, хотя и испытывала острую конкуренцию со стороны ярмарок, проходивших в Фессалониках. В Константинополь стекались суда и сухопутные караваны, привозившие меха из Руси, шёлковые ткани из Греции, сукно из Италии, ковры из Испании, ювелирные и стеклянные изделия из Палестины и Египта. Активная торговля велась с Болгарией, Сирией, Трапезундом и Арменией.

## Династия Комнинов
Весной 1081 году войска мятежного военачальника Алексея Комнина благодаря предательству германских наёмников, охранявших ворота, захватили и разграбили Константинополь. Став императором, Алексей I перенёс свою резиденцию из старого императорского дворца, заложенного ещё Константином Великим, во Влахернский дворец, сооружённый в северо-западной части города возле Золотого Рога. Мать императора, Анна Далассина, основала у подножия Четвёртого холма женский монастырь с храмом Христа Пантепопта (Всевидящего), где хранились терновый венец и гвоздь, использованный во время распятия Иисуса Христа, и перестроила церковь Святой Фёклы во Влахернах, а тёща Алексея I, Мария Дука, перестроила церковь Хора. В 1091 году к стенам Константинополя подошли войска печенегов и союзных им балканских славян, но Алексею I при помощи половцев удалось разгромить врага. Весной 1097 года Константинополь стал местом сбора отрядов крестоносцев из стран Западной Европы, которые участвовали в Первом крестовом походе (город издавна служил перевалочным пунктом караванов христианских пилигримов, которые следовали вдоль Рейна и Дуная через Малую Азию к Гробу Господню). Стычки между расположившимися у стен столицы рыцарями и византийцами происходили несколько раз, а наводнившая город католическая беднота начала устраивать в Константинополе шумные беспорядки. После длительных и сложных переговоров с вождями крестоносцев Алексею I удалось выпроводить беспокойных гостей. Византийский флот переправил крестоносцев на азиатский берег Босфора, и те продолжили свой путь к Иерусалиму. Отношения Византии с образовавшимися на Востоке государствами крестоносцев (Иерусалимское королевство, Антиохийское княжество, Эдесское графство и графство Триполи) были напряжёнными, не раз перераставшими в военные столкновения.
В 1124 году Иоанн II Комнин построил на территории монастыря Христа Пантократора, основанного его женой Ириной и включавшего в свой состав библиотеку и больницу, церковь (позже эта монастырская церковь стала усыпальницей для нескольких императоров из династий Комнинов и Палеологов). В 1143 году Мануил I Комнин, опасавшийся соседства с беспокойным ипподромом, окончательно превратил перестроенный Влахернский дворец в новую императорскую резиденцию. В огромный ансамбль площадью свыше 300 тыс.  м² входило несколько дворцовых зданий и церквей, окружённых садами и парками. Кроме того, предметом особого императорского попечения стали все соседние храмы и монастыри, в частности, церковь Хора. Не забывал Мануил и церковь Христа Пантократора, куда привёз из Эфеса высокочтимый христианами камень, на котором тело Иисуса, снятого с креста, было обёрнуто плащаницей.
Большой проблемой для византийских властей продолжали оставаться болгарские богомилы. Недаром в Константинополе в течение только двадцати лет — с 1140 по 1160 год — было созвано четыре церковных собора, которые опровергали «богомильскую ересь». Враждебное отношение населения империи к крестоносцам ещё более усилилось в период Второго крестового похода, когда земли византийцев подвергались грабежу, а буйные толпы германцев осенью 1147 года реально угрожали Константинополю. Это вынудило Мануила I пойти на невиданный шаг — заключить союз с Конийским султанатом, после чего побыстрее переправить через Босфор сначала германцев, а затем и подоспевших французов. Во время крестовых походов в Константинополе резко возросло влияние генуэзских и венецианских купцов, которые успешно конкурировали со столичными торгово-ремесленными кругами. Византийские императоры не раз прибегали к помощи мощного венецианского флота, а после заключения в 1187 году союза с Венецией вообще свели свои военные силы на море до минимума, полностью полагаясь на поддержку союзников. Вдоль побережья Золотого Рога располагались богатейшие кварталы столицы, принадлежавшие выходцам из Венеции, Генуи, Амальфи и Пизы. Итальянская колония Константинополя насчитывала около 60 тыс. человек. Латиняне были опорой властей, они занимали важные посты в армии и играли видную роль среди окружения императора, при этом не скрывая презрительного отношения к основной массе византийцев.
Когда итальянцы обосновались в морских портах Леванта, они вытеснили византийских купцов из посреднической торговли с Востоком. Отныне товары из Египта, Сирии, Ирана и Индии в обход Константинополя стали попадать на рынки Западной Европы (особенно ко дворам правителей Италии, Франции и Германии), что сильно ударило по доходам византийской казны и в конечном итоге подорвало византийскую торговлю и ремёсла. В 1171 году произошли очередные столкновения между представителями итальянской общины Константинополя, после которых Мануил I потребовал от венецианцев возместить ущерб, причинённый генуэзскому кварталу. Получив отказ, император повелел конфисковать всё имущество, принадлежавшее венецианским купцам и другим итальянцам, находившимся под покровительством Венеции. После смерти Мануила I (1180) разгорелась борьба между претендентами на престол. Весной 1181 года она вновь обострилась, начались столкновения на улицах Константинополя. Участники бунта громили дома аристократов, богачей и сжигали податные списки. Горожане были недовольны постоянным ростом налогов и поборами императорских чиновников, а также засильем в столице иностранных купцов и наёмников, которых власти нередко использовали для подавления беспорядков. В мае 1182 года толпы греков стали нападать на дома богатых латинян, устроив в Константинополе жестокий погром. Были разграблены и сожжены жилища католиков, а также их склады, церкви, больницы и богадельни. Процветающие итальянские кварталы превратились в развалины. Разъярённые византийцы сожгли в домах или убили на улицах тысячи латинян, в том числе священников, монахов и даже папского легата. Когда часть латинян попыталась спастись от резни на своих судах, стоявших в гавани, их уничтожили «греческим огнём».
Несколько тысяч уцелевших латинян были проданы в рабство сельджукам. Итальянцы, покинувшие Константинополь до начала резни, начали в отместку разорять византийские поселения на берегах Босфора и Принцевых островах. Кроме того, они начали повсеместно распространять весть о трагической судьбе латинян в Константинополе, призывая католический Запад к возмездию, что ещё более усилило вражду между Византией и государствами Западной Европы. Воспользовавшись народным бунтом, престол захватил представитель боковой линии Комнинов — Андроник I Комнин. Он несколько облегчил налоговый гнёт, ограничил власть крупных феодалов (динатов), упростил бюрократический аппарат и начал борьбу со злоупотреблениями чиновников. Андроник I покровительствовал византийским купцам, способствовал некоторому возрождению торгово-ремесленной деятельности в столице, боролся с пиратами. При нём в Константинополе оживилось строительство домов, акведуков и фонтанов. Во время своего короткого правления Андроник I раскрыл несколько придворных заговоров и подавил ряд мятежей, жестоко расправившись с бунтовщиками, но всё же был смещён двоюродным братом и принял мученическую смерть.
В эпоху правления династии Комнинов Константинополь переживал так называемое Комниновское культурное возрождение. В городе работали историки Анна Комнина, Никифор Вриенний Младший, Иоанн Скилица, Иоанн Зонара и Евстафий Солунский, была создана сатира «Тимарион», которая под видом путешествия по загробному миру высмеивала византийские нравы и обычаи.

## Династия Ангелов и Четвёртый крестовый поход
В 1185 году на византийский престол взошёл Исаак II Ангел, положивший начало династии Ангелов. С помощью восставшего народа он сломил сопротивление варяжской гвардии и захватил Большой императорский дворец, который был вскоре разграблен плебсом. Переселившись во Влахернский дворец, Исаак подверг свергнутого предшественника страшным издевательствам и изощрённым пыткам, от которых тот скончался. В 1195 году Исаак был свергнут с престола своим братом Алексеем III Ангелом, ослеплён и брошен в тюрьму. Сын Исаака Алексей IV Ангел в 1202 году смог бежать из Константинополя и обратился за помощью к европейским правителям, что и стало формальным предлогом к масштабному походу на Византию (крестоносцы, шедшие в поход против христианского государства, позиционировали себя как борцов за восстановление власти законного императора, свергнутого узурпатором).
Четвёртый крестовый поход, ставший роковым для Византийской империи и её столицы, был организован венецианцами, для которых византийцы были основными торговыми соперниками на Востоке. Теперь Константинополь был уже не перевалочным пунктом, а непосредственной целью захватчиков. Среди западноевропейской военно-феодальной знати укоренилось убеждение, что одной из главных причин неудач крестовых походов являлась враждебность Византии. Кроме того, антивизантийские настроения умело подогревались воспоминаниями о недавней резне латинян в Константинополе, а рассказы о несметных богатствах византийской столицы разжигали воображение и алчность крестоносцев. Таким образом, первоначальный план Четвёртого крестового похода, предусматривавший морскую экспедицию на венецианских судах в Египет, был изменён, и войско крестоносцев двинулось к Константинополю (большую роль в этом повороте сыграла политика немецких феодалов и папы Иннокентия III, стремившегося к подчинению константинопольской Церкви).
В июне 1203 года суда крестоносцев подошли к Константинополю, который был лишён главного средства обороны, многократно спасавшего его ранее — собственного сильного флота. Алексей III попытался организовать оборону города со стороны моря, но корабли крестоносцев прорвались через массивную цепь, перекрывавшую вход в Золотой Рог. Рыцари под предводительством слепого венецианского дожа Энрико Дандоло высадились на берег и встали лагерем у Влахернского дворца. После нескольких стычек с врагом Алексей III на волне народного недовольства бежал из столицы, прихватив с собой часть казны. В Константинополе начались массовые волнения, в ходе которых толпа горожан освободила из тюрьмы Исаака II и провозгласила его императором. Но у стоявших под городскими стенами крестоносцев были совсем другие планы. С их подачи соправителем немощного и слепого Исаака стал его сын Алексей IV, пытавшийся с помощью высоких налогов расплатиться с посадившими его на трон рыцарями.
С каждым месяцем ситуация в Константинополе всё более накалялась. Поборы крестоносцев и политика императора Алексея IV, окружившего себя чужеземцами, вновь усилили вражду между греками и латинянами. В январе 1204 года собравшиеся на площадях толпы простолюдинов стали требовать смещения Ангелов. Когда Исаак II обратился за помощью к крестоносцам, его намерения выдал Алексей Мурзуфл, который и был избран новым императором. В ответ на свержение своих ставленников крестоносцы засыпали рвы перед крепостными стенами у Влахернского дворца и начали штурм города. 9 апреля им удалось прорвать оборону и ворваться в Константинополь, но удержаться в городе они не смогли. 12 апреля штурм возобновился, сопровождаемый грандиозным пожаром, уничтожившим около двух третей всех зданий. Сопротивление численно превосходивших противника византийских войск и императорской гвардии, состоявшей преимущественно из наёмников, было сломлено, город погрузился в кровопролитные уличные бои, а новоявленный император бежал. Утром 13 апреля в Константинополь, впервые в своей истории захваченный неприятелем, вступил командующий крестоносцами князь Бонифаций I Монферратский.
Двадцатитысячное войско крестоносцев приступило к разграблению Константинополя, не ограничившись обещанными им тремя днями (массовой резни гражданского населения рыцари не учинили, но, спасаясь от насилия и грабежей, многие жители столицы сами бежали из города). В июне 1204 года сильный пожар опустошил обширную долину между монастырём Христа Эвергета и Влахернским дворцом, занятую кварталами богатых домов. В августе, после очередной стычки между византийцами и латинянами, в разных местах Константинополя вновь вспыхнули пожары. За сутки выгорела вся центральная часть города от Золотого Рога до Мраморного моря, были уничтожены богатые торгово-ремесленные кварталы, перестали существовать знаменитые медные, серебряные, шёлковые, пурпурные, хлебные и свечные торговые ряды; пламя перекинулось даже на суда в гавани. Этот пожар привёл к полному разорению торговцев и ремесленников Константинополя, после него утратили былое значение торгово-ремесленные корпорации, а сам город надолго сошёл со сцены мировой торговли.
Кроме того, пожары привели к гибели многих выдающихся памятников архитектуры и уникальных произведений искусств — великолепных статуй, мраморных колонн и портиков, церквей, монастырей и дворцов знати. В дымящихся руинах лежали Форум Константина и прилегающие к нему торговые улицы, знаменитые бани Зевксиппа и окрестности Большого дворца. Огонь чудом не тронул собор Святой Софии, остановившись у са́мого храма. То, что уцелело в огне пожарищ, было разграблено крестоносцами и венецианскими купцами. Из домов, дворцов и церквей вывозили золотые и серебряные изделия, драгоценные камни и ковры, меха и ткани, мраморные колонны и статуи, посуду и иконы. Завоеватели разорили даже усыпальницы византийских императоров и константинопольских патриархов, взломав массивные саркофаги. Многие бронзовые и медные статуи, а также сосуды и другая церковная утварь были переплавлены в монеты (в том числе статуи ипподрома, включая некоторые работы Лисиппа). Предводители крестоносцев заняли уцелевшие дворцы — Влахернский и Буколеон, но и их постигла участь разграбленной столицы.

## Латинская империя
На обломках павшей Византийской империи образовалось несколько государств. Крестоносцы создали Латинскую империю, которая включала столицу Константинополь, земли по берегам Босфора и Дарданелл, часть Фракии и ряд островов Эгейского моря. Первым императором латинян стал один из предводителей крестового похода граф Балдуин I Фландрский. Венецианцам досталось северное предместье Константинополя — Галата, а также несколько городов на побережье Мраморного моря, острова в Ионическом и Эгейском морях, владения на Пелопоннесе и в Албании. Бонифаций I Монферратский возглавил Фессалоникийское королевство, созданное на землях Македонии и Фессалии, а Гильом I де Шамплит — Ахейское княжество. Часть бывших византийских владений осталась под контролем греческих правителей, которые образовали Никейскую империю, Трапезундскую империю и Эпирское царство. Вокруг Никейской империи стали постепенно концентрироваться силы, недовольные иноземным присутствием. Захват и разграбление Константинополя резко затормозили экономическое и культурное развитие города, переживавшего до этого период почти двухвекового культурного возрождения. Средоточением византийской науки и образования стала Никея, куда переехали многие константинопольские учёные и преподаватели, в том числе историк и писатель Никита Хониат.
В Константинополе был произведён своеобразный раздел храмов между католической и православной церквями. Из 300 городских церквей около 250 было сохранено за православными, 7 перешло венецианцам, около 30 — французам, 2 храма стали императорскими. Существовали также храмы, которые находились в совместном использовании как православных, так и католиков. На столице Латинской империи сказались финансовые проблемы её правителей. В городе почти прекратилось городское строительство, его стены ремонтировались только частично. Некоторые храмы ремонтировались или возводились на месте прежних, но происходило это не часто. Вместе с тем, в городе сохранялось искусство книжной миниатюры. В Константинополь пришло творчество трубадуров из европейских стран. 
В апреле 1205 года войска болгарского царя Калояна разбили крестоносцев у Адрианополя и пленили императора Балдуина I. Его брат и преемник Генрих I Фландрский собрал остатки сил и остановил наступление болгар и половцев под самым Константинополем. В мае 1205 года в столице Латинской империи от болезни скончался престарелый венецианский дож Энрико Дандоло — главный инициатор и вдохновитель Четвёртого крестового похода, а также, несмотря на свой возраст и слепоту, участник штурма Константинополя (он был похоронен в соборе Святой Софии, и его гробница сохранилась до наших дней). В январе 1206 года половцы расположились лагерем под стенами Константинополя, а болгары весь год опустошали Фракию, уводя в плен греческое население городов. Лишь осенью 1206 года латиняне предприняли поход в Болгарию, но уже весной 1207 года Калоян вновь осадил Адрианополь. После убийства заговорщиками Калояна на болгарский трон взошёл его племянник Борил, сблизившийся с Латинской империей, что на некоторое время обезопасило Константинополь с запада. Однако при Иване Асене II территория Болгарского царства вновь расширилась почти до столицы Латинской империи.
В 1235 году Константинополь осадили войска болгарского царя Ивана Асеня II и никейского императора Иоанна III, но эта кампания окончилась поражением никейского флота от венецианской эскадры и отступлением союзников. В дальнейшем никейцы предприняли ещё несколько попыток осадить Константинополь, но все они закончились неудачей (во многом благодаря тогдашнему доминированию венецианцев на море). К середине XIII века Латинская империя пришла в состояние полного экономического упадка. Православное духовенство активно агитировало народные массы, страдавшие от налогового гнёта, поборов и культурно-религиозного притеснения со стороны латинян. Весной 1260 года никейский император Михаил VIII Палеолог решил отбить Константинополь и с этой целью захватил Силиврию, изолировав столицу латинян со стороны суши. Готовясь к штурму Константинополя, греки попытались овладеть Галатой, где хозяйничали венецианцы, но понесли крупные потери и были вынуждены отступить (к тому же в Никее вспыхнула острая борьба между соперничающими группировками знати, которая заставила Михаила VIII на время отказаться от мысли о захвате Константинополя). Весной 1261 года никейский император стал готовить новый поход на столицу Латинской империи, попутно заручившись поддержкой генуэзцев, помогавших грекам деньгами и флотом, и сельджуков, помогавших воинами.
В июле 1261 года небольшое никейское войско под командованием Алексея Стратигопула, усиленное половцами и сельджукской конницей, подошло к стенам Константинополя. Основные силы латинян находились в этот момент в морском походе, а столицу охранял лишь небольшой гарнизон, состоявший из французов и венецианцев. Ночью передовой отряд греков сумел проникнуть в город через старый водосток, перебил стражу и открыл ворота Источника основным силам атакующих. В спящий Константинополь ворвалась конница, которая посеяла среди латинян панику. Греческое население оказало отрядам Стратигопула поддержку, вынудив императора Балдуина II де Куртене с остатками деморализованных войск бежать из столицы на венецианских кораблях на Эвбею (латиняне попытались было отбить город, но, увидев на стенах многочисленные силы греков, так и не решились на штурм и отплыли в Италию). 15 августа 1261 года, в праздник Успения Пресвятой Богородицы, Михаил VIII с триумфом вошёл в Константинополь через Золотые Ворота, направился в Студийский монастырь, а из него — в собор Святой Софии, где императора ожидали Стратигопул и патриарх Арсений Авториан. Таким образом, Византийская империя под властью династии Палеологов была восстановлена, но она представляла собой лишь тень некогда могущественного и обширного государства.

## Династия Палеологов
После изгнания латинян Константинополю, вновь ставшему столицей Византийской империи, лишь отчасти удалось восстановить своё былое значение в качестве центра византийской культуры. Но величия и торгового могущества ни Византия, ни Константинополь так и не смогли вернуть. Михаил VIII приложил немало усилий для восстановления столицы, однако многие дворцы и храмы продолжали лежать в руинах, дома и целые районы были разобраны горожанами на камни и дрова, на месте некогда оживлённых кварталов располагались пустыри, огороды и сады. Большой императорский дворец окончательно пришёл в упадок, но Палеологи отреставрировали и расширили Влахернский дворец, а также перестроили и роскошно отделали монастыри Паммакаристы (при Михаиле VIII), Хора, Липса и Студийский (при Андронике II). Обычным делом для Константинополя стали голод среди городских низов и эпидемии. Под властью династии Палеологов находились лишь часть Фракии и Македонии, несколько островов в Эгейском море, отдельные районы на Пелопоннесе и северо-западная часть Малой Азии. В XIII веке уменьшилось торговое значение черноморских проливов, ослабли связи с Северным Причерноморьем, разорённым монгольскими завоеваниями.
Со временем Константинополь вновь стал довольно оживлённым торговым центром. К середине XIV века на рынках столицы шла бойкая торговля зерном, бобами, сухофруктами, вином, оливковым маслом, пряностями, мёдом, солью, рыбой, шёлком, льном, шерстью, кожами, мехами, благовониями, мылом, воском и ювелирными изделиями. Еврейский квартал, находившийся недалеко от устья Золотого Рога, славился торговлей драгоценными камнями. В гавань заходили суда из Италии, Сирии, Болгарии и Руси, однако торговые сборы и таможенные пошлины, составлявшие ранее важнейший источник пополнения византийской казны, всё более сокращались. Доля местных купцов в общем товарообороте была незначительной, в торговле (особенно внешней) доминировали генуэзцы и венецианцы. Генуэзцы в благодарность за поддержку, оказанную в борьбе с Латинской империей, получили в своё владение предместья Галату и Перу, которые вскоре оказались вообще не подвластны византийским властям, а также привилегии, которыми ранее пользовались венецианцы. Купцы Генуи были освобождены от всяких пошлин, вокруг Галаты выросла крепостная стена со рвом, которую охранял генуэзский военный гарнизон, а на вершине холма появилась огромная Галатская башня. Чем больше приходил в упадок византийский Константинополь, зажатый стенами Феодосия, тем больше процветала генуэзская Галата.
Весь период правления Палеологов большая часть причерноморской торговли находилась в руках генуэзских купцов (кроме того, через Кафу и Солдайю они торговали с Русью, Кавказом, Персией, Центральной Азией и Китаем в обход рынков Константинополя). В XIV веке таможенные доходы Галаты почти в семь раз превышали доходы византийской казны от таможенных пошлин. Дошло до того, что генуэзцы прямо препятствовали возрождению византийского флота, чтобы он не нарушил торговой монополии итальянцев в проливах и Причерноморье. Когда византийцы всё же начали строительство судов на верфях в заливе Золотой Рог, генуэзцы просто сожгли их. Опасаясь ещё большего экономического усиления Генуи, Михаил VIII в 1265 году разрешил кораблям венецианцев пользоваться проливами и заходить в Чёрное море. Отсутствие собственного сильного флота и опора на генуэзских наёмников не заставили себя ждать: в 1296 и 1297 годах венецианский флот практически беспрепятственно нападал на Константинополь и грабил пригороды столицы. Постепенно Эгейское, Чёрное и даже Мраморное моря, где господствовали корабли генуэзцев и венецианцев, почти полностью вышли из-под контроля Византии.
В 1274 году состоялся Второй Лионский собор, на котором Михаил VIII заключил так называемую Лионскую унию с католиками. Однако этот союз встретил решительное неприятие со стороны духовенства и большей части народных масс Византии, которые хорошо помнили латинское правление и насаждение захватчиками католицизма (особенно противились жители столицы, наиболее пострадавшие от полного разграбления города крестоносцами). После смерти Михаила VIII в 1282 году его сын Андроник II Палеолог аннулировал объединение восточной и западной Церквей. Осенью 1303 года в Константинополь со своим флотом и отрядами альмогаваров прибыл итальянский кондотьер Рожер де Флор. В благодарность за будущую помощь в борьбе с османами ему в жёны была отдана племянница императора и присвоен титул великого дуки. Вскоре Каталонская дружина, до того одержавшая несколько побед над турками, скатилась до грабежа мирного населения в Малой Азии. Подстрекаемый генуэзцами, Михаил IX Палеолог заманил Рожера де Флора в Адрианополь, где того вместе с другими воинами убили наёмники-аланы. В ответ каталонцы, вступившие в союз с болгарским царём Феодором Святославом Тертером, разграбили Фракию вплоть до окрестностей Константинополя. В 1321 году могущественная феодальная знать выдвинула на престол внука императора Андроника III, что привело к ожесточённой междоусобной войне, известной как «война двух Андроников» (1321—1325 года). Она закончилась уступкой Андроника II, который был вынужден назначить Андроника III своим соправителем. Тогда же новым символом династии Палеологов стал двуглавый орёл, символизировавший разделение власти между двумя враждебно настроенными друг к другу императорами.
В 1326 году турки-османы под предводительством бея Орхана I овладели одним из крупнейших византийских городов на северо-западе Малой Азии — Бурсой, и сделали его своей столицей. Таким образом границы быстро растущего государства Османов вплотную приблизились к Константинополю. В мае 1328 года в результате мятежа был свергнут Андроник II Палеолог, а его друг и советник Феодор Метохит вместе со своим учеником Никифором Григорой были заключены в монастырь. На трон взошёл нелюбимый внук свергнутого императора Андроник III Палеолог, всеми делами в правление которого заправлял Иоанн Кантакузин. В 1341—1347 годах в результате гражданской войны империя оказалась расколота между двумя группировками знати. Одни выступали против засилья в Константинополе влиятельных провинциальных феодалов и поддерживали малолетнего императора Иоанна V, другие встали на сторону его регента и богатейшего фракийского землевладельца Иоанна Кантакузина, также провозглашённого императором. В феврале 1347 года Иоанн Кантакузин при поддержке Орхана I вошёл в Константинополь. Вскоре в городе вспыхнула эпидемия чумы, а в 1348 году начался вооружённый конфликт с генуэзцами Галаты, которые разбили византийский флот и оставили за собой право взимать таможенные пошлины с судов, проходивших Босфором. В 1352 году вспыхнула новая гражданская война, в ходе которой в ноябре 1354 года столицу при поддержке генуэзцев занял теперь уже Иоанн V Палеолог. Иоанн Кантакузин под давлением горожан, недовольных его территориальными уступками османам, был вынужден удалиться в монастырь. Вследствие многочисленных эпидемий чумы, обрушившихся на Константинополь во второй половине XIV — начале XV века, население города резко сократилось и в XV веке не превышало 50 тыс. человек. В 1362 году султан Мурад I перенёс свою столицу в Адрианополь, фактически окружив Константинополь со всех сторон османскими владениями. Город продолжал именоваться столицей Византийской империи, которой, по сути дела, уже не существовало. Под властью императоров, вынужденных признать себя вассалами турецких султанов, находились только Константинополь, незначительные территории вокруг него и владения в Греции.
Султан Баязид I подумывал о захвате Константинополя, но, занятый войнами на западе и востоке, не хотел отвлекать значительные силы для штурма хорошо укреплённого города. Он решил взять Константинополь измором и, начиная с 1394 года, в течение семи лет блокировал город с суши, препятствуя подвозу продовольствия. Кроме того, на азиатском берегу Босфора была построена османская крепость Анадолухисары, которая значительно осложняла свободное мореходство проливами. В Константинополе начался голод, горожане разбирали на дрова целые кварталы старой застройки. Положение усугубляли частые народные волнения и связанные с борьбой за престол междоусобицы, во время которых соперничающие партии не раз обращались за помощью к османам или западноевропейским правителям. Одним из условий ослабления османской блокады стало требование выделить для небольшого мусульманского анклава Константинополя мечети и разрешить мусульманам судиться между собой у назначаемого султаном шариатского судьи (кади).
В 1396 году европейские страны, напуганные угрозой турецкого нашествия, организовали крестовый поход под предводительством венгерского короля Сигизмунда, однако войска Баязида I разгромили крестоносцев в северной Болгарии у Никополя. Сигизмунду вместе с Великим магистром Родоса удалось бежать. Они добрались до венецианских кораблей, стоявших на Дунае, а затем укрылись за стенами Константинополя. Турки продолжали опустошать окрестности византийской столицы, положение которой становилось катастрофическим. В конце 1399 года император Мануил II Палеолог, пытавшийся заручиться поддержкой католической Европы, отплыл из Константинополя в сопровождении своей свиты. В Италии, Франции, Англии и Испании ему оказали торжественный приём, сочувствовали, но идея организации нового крестового похода против Баязида не нашла поддержки у западноевропейских правителей.
Спасение пришло откуда не ждали. Из Средней Азии в Анатолию вторглись войска Тамерлана, которые 28 июля 1402 года в битве при Анкаре разгромили армию османов. Султан Баязид был пленён и скончался в неволе, его государство подверглось полному разорению, что на полвека отсрочило окончательную гибель Византии и падение её столицы. Как только султан Мурад II сумел укрепить власть турок в Малой Азии и на Балканах, он стал готовиться к захвату Константинополя. 24 августа 1422 года османы пошли на штурм крепостных стен, но встретили отчаянное сопротивление всех жителей города. Ночью Мурад приказал сжечь осадные башни и отступить (одной из причин стал новый мятеж части османской знати в Малой Азии), а в 1424 году подписал с Мануилом II мирный договор, по которому византийский император вновь признавал себя данником султана и уступал ему ряд городов в Македонии и Фракии. В 1427 году генуэзцы построили в Галате католический монастырь Святой Марии. В 1433 году была полностью обновлена внешняя стена города (в том числе и благодаря частным пожертвованиям), в 1434 году пожар уничтожил Влахернскую церковь, одну из наиболее почитаемых в Константинополе. В 1439 году Иоанн VIII Палеолог добился согласия православного духовенства на заключение унии, которая фактически ставила константинопольского патриарха в зависимость от папы римского. На Флорентийском соборе латинянам удалось навязать основные положения католического вероучения греческим церковным иерархам, которые вместе с императором в ответ надеялись получить от Запада помощь в борьбе с турками.
|                    |                         |                        |                                |
| Влахернский дворец | Церковь монастыря Липса | Церковь монастыря Хора | Церковь монастыря Паммакаристы |

Флорентийская уния была отвергнута подавляющим большинством православного духовенства и народных масс. Многие из тех членов посольства, кто поставил на документе свои подписи, по возвращении в Константинополь были вынуждены под давлением толпы немедленно отозвать их. Столичный люд был настроен крайне враждебно по отношению к католической Церкви, в его представлении папа отождествлялся с Антихристом, а «папа римский» было распространённой в городе кличкой собак (недовольство унией достигло такой степени, что многие горожане отказывались упоминать императора-униата в своих молитвах). В Константинополе разгорелась острая борьба между латинофильской частью знати и партией противников унии из самых различных слоёв общества (в 1450 году на волне этого противостояния был вынужден бежать в Рим даже патриарх Григорий III, выступавший за унию с папством). Этот раскол ещё более ухудшил катастрофическое положение города, со всех сторон окружённого владениями османов. После разгрома турками последнего крестового похода под Варной (1444) Константинополь потерял всякую надежду на спасение со стороны европейских стран. Судьба Византии была предрешена (особенно после повторного вступления на престол султана Мехмеда II, который поставил перед собой цель во что бы то ни стало захватить Константинополь и уничтожить Византийскую империю).
После смерти императора Иоанна VIII (31 октября 1448) византийский престол попытался захватить его младший брат Димитрий, первым прибывший в Константинополь, но их мать Елена Драгаш сделала ставку на другого сына — Константина. В январе 1449 года с согласия османского султана Константин был провозглашён императором в Мистре и лишь в марте прибыл в столицу (не имея средств, он был вынужден добираться в Константинополь на попутном каталонском судне). Ситуация в городе была такой, что новоиспечённый император наперекор традиции так и не был коронован патриархом в кафедральном соборе Святой Софии. Несмотря на то, что Константинополь продолжал играть роль крупного торгового центра вплоть до открытия морского пути в Индию, а в руках византийских купцов ещё имелись значительные богатства, несмотря на зарождение в городе мануфактур и появление сильного ростовщического капитала, византийская экономика и городская жизнь империи приходили в упадок. Наплыв иностранных товаров, засилье итальянских купцов и слабость внутреннего рынка привели к разорению многих местных ремесленников и мелких торговцев. Венецианцы, возродившие свой квартал в прибрежном районе Платея (несколько выше того места, где располагался прежний квартал), имели в Константинополе свои церкви, склады, мастерские, органы самоуправления и даже свой автономный суд, не зависевший от решений императора и его правительства. Турецкие купцы, нередко прибывавшие в город, также подчинялись местному османскому чиновнику, подотчётному лишь султану.
В XIV—XV веках, с расцветом в Италии культурного феномена эпохи Возрождения, среди западноевропейских интеллектуалов проснулся интерес к античной культуре и греческому языку. Многие учёные Константинополя (Варлаам Калабрийский, Плифон и Мануил Хрисолор) поддерживали тесные связи с видными гуманистами Италии, немало итальянских гуманистов (Гуарино да Верона, Франческо Филельфо и другие) приезжали в столицу Византии изучать греческий язык, древнегреческую литературу и философию. Из Византии в Италию было вывезено огромное количество старинных греческих рукописей и иллюстраций (это делали как итальянские коллекционеры и монахи, так и греческие учёные, спасавшие манускрипты от османских погромов).
В эпоху династии Палеологов в Константинополе, переживавшем так называемое Палеологовское возрождение, работали видные богословы и философы Григорий Палама, Феодор Метохит, Варлаам Калабрийский, Мануил Хрисолор, Плифон и Марк Эфесский, историки Георгий Акрополит и Георгий Сфрандзи, историк и астроном Никифор Григора, историк, философ и математик Георгий Пахимер, математик Максим Плануд, художник Феофан Грек, поэт Мануил Фил, писатель Иосиф Вриенний. В искусстве также произошёл кратковременный, но яркий расцвет. С появлением в культуре новых гуманистических черт живопись приобрела большую реалистичность (особенно в изображении человеческих эмоций, что видно на примере мозаики церкви монастыря Хора).

## Захват Константинополя османами
Подготовку к захвату Константинополя Мехмед II начал с дипломатических шагов, заключив мирные договоры с западными соседями, а затем укрепил свою власть в Малой Азии, покорив мятежного правителя Карамана. Император Константин XI Палеолог, подстрекаемый частью придворных советников, попытался надавить на султана через находившегося в Константинополе в качестве номинального заложника османского принца Орхана, но это лишь подтолкнуло Мехмеда ускорить приготовления к осаде города. В марте 1452 года турки приступили к строительству на европейском берегу Босфора, в самом узком месте пролива, мощной крепости Румелихисары, которая вместе с расположенной напротив старой крепостью Анадолухисары фактически ставила водный путь под полный контроль султана. Четыре месяца здесь трудились более 6 тыс. человек, а Мехмед лично наблюдал за ходом работ. Крепость была сооружена в форме треугольника или неправильного пятиугольника, её высокие стены увенчали четыре больших и 13 малых башен. Турки разобрали на стройматериалы все окрестные церкви, монастыри и покинутые греческие деревни, а также расположенные на самом мысу старые византийские тюрьмы, известные в прошлом под названием башен Леты и Забвения. Гарнизон Румелихисары под командованием Фируз-бея, вооружённый пушками большого калибра, представлял собой весьма внушительную военную силу. После завершения строительства османы начали морскую блокаду Константинополя, перекрыв подвоз жизненно важного для столицы зерна из Причерноморья (недаром турки называли крепость Богазкезен — «Перерезавшая проливы» или «Перерезавшая горло»). Мехмед отдал приказ подвергать тщательному таможенному досмотру все проходящие через Босфор суда, а те из них, кто осмелится уклоняться от досмотра и уплаты пошлины, — уничтожать огнём крепостных орудий (в ноябре 1452 года в назидание остальным был потоплен большой венецианский торговый корабль, а его экипаж был казнён за неподчинение приказу о досмотре).
Император Константин, готовый практически на любые уступки, попытался достичь мира с Мехмедом, но султан поставил лишь одно условие — сдать ему город, взамен предложив императору во владение Морею. Константин отверг сдачу византийской столицы, заявив, что предпочтёт смерть на поле боя. В середине лета жители окрестных деревень, подвергавшихся постоянному разорению со стороны турок, были собраны в городе, после чего Константин приказал закрыть все ворота. Осенью 1452 года турки заняли последние из принадлежавших византийцам городов — Месемврию, Анхиалос, Визу и Силиврию. В октябре (по другим данным — в ноябре) 1452 года в Константинополь с небольшим отрядом лучников прибыл папский легат Исидор, подписавший в соборе Святой Софии новое соглашение, которое подтвердило Флорентийскую унию. После того как Исидор отслужил в главном православном храме города мессу по католическому обряду (12 декабря 1452 года), страсти ещё более накалились. Константинополь охватили массовые волнения, толпы возбуждённых популярным в народе богословом Геннадием горожан и монахов стали угрожать расправой сторонникам унии и католикам, а собор Святой Софии опустел как осквернённый.
Тем временем всю зиму три турецких конных полка стояли лагерем у городских ворот генуэзского района Пера, а в Адрианополе шли последние приготовления к решающему походу на Константинополь. Султан лично изучал планы города и его укреплений, подолгу обсуждал со своими советниками стратегию кампании, особое внимание уделяя оснащению армии мощной осадной техникой и артиллерией. Несмотря на религиозную вражду и нелюбовь населения к императору-униату, Константин XI благодаря частным пожертвованиям сумел заготовить небольшое количество продовольствия и оружия, укрепить башни и заброшенные участки стен, расчистить рвы. В то же время немало состоятельных горожан пытались бежать из Константинополя, прорываясь мимо османских судов на венецианских и критских галерах. Перепись жителей, способных с оружием в руках защищать Константинополь, показала, что таковых не более 5 тыс. человек. Ещё около 2 тыс. воинов насчитывали отряды генуэзских, венецианских и каталонских наёмников и добровольцев, часть из которых прибыла незадолго до начала осады на нескольких судах (причём некоторые из них — на свои деньги). Блокированный в Золотом Роге византийский флот состоял из 25 кораблей. 23 марта 1453 года огромная турецкая армия под командованием самого Мехмеда II двинулась на Константинополь (караваны с пушками и тяжёлым снаряжением, а также вспомогательные отряды, укреплявшие перед ними дороги и мосты, начали марш по Фракии ещё раньше — в феврале). Тем временем османский флот, вышедший из Галлиполи, вошёл в Босфор и начал переправку частей из Малой Азии на европейский берег. 1 апреля все жители Константинополя в последний раз отпраздновали Пасху, 2 апреля были запечатаны все ворота и натянута цепь через Золотой Рог, а 6 апреля началась знаменитая осада византийской столицы.
Турецкие войска окружили город по всей линии его сухопутных стен — от Золотых ворот до Галаты и Перы. Ставка султана располагалась за Шестым холмом, напротив Адрианопольских ворот. Сведения о численности армии Мехмеда весьма противоречивы и значительно разнятся в зависимости от источника. Византийский историк Дука писал о 400 тысячах человек, другой историк и очевидец осады, Георгий Сфрандзи, упоминал о 250 тысячах, современные турецкие историки оценивают численность османской армии в 150 тыс. человек (включая многочисленные тыловые и вспомогательные части, прислугу, ремесленников и мелких торговцев, мусульманских священников и дервишей, не принимавшие непосредственного участия в боевых действиях). Кроме того, султан собрал для осады около 80 военных и более 300 торговых судов, приспособленных для переброски войск и военных грузов. В армии Мехмеда было немало христианских вассалов, поставщиков оружия и боеприпасов, мастеров и советников из европейских стран; для службы в разведке охотно нанимались венецианские шпионы (во время осады в стане осаждавших проводились даже христианские богослужения).
Большая часть новосозданной артиллерии, в том числе и гигантская пушка Урбана, а также сотни требюше были поставлены напротив ворот Святого Романа и участка Средних стен (между Шестым и Седьмым холмами). Центральной группой, состоявшей из отборных частей янычар, командовал сам Мехмед II. Правым крылом осаждавших, которое тянулось до Золотых ворот и было укомплектовано малоазиатскими частями, командовал опытный полководец Исхак-паша (ему помогал Махмуд-паша). Левым крылом, тянувшимся до берега Золотого Рога и укомплектованным полками из балканских владений османов, командовал военачальник Караджа-бей. Тылы турецкого войска прикрывала конница, а вдоль Золотого Рога и на холмах Перы расположились отряды Заган-паши. В месте слияния Босфора и Золотого Рога стояла турецкая эскадра под командованием адмирала Балтоглу, напротив которой, за железной цепью, в боевом ряду выстроились суда византийцев и их европейских союзников (до сорока торговых каракк и военных галер из Венеции, Генуи, Анконы, Крита, Хиоса, Родоса, Таны, Трапезунда, Каталонии и Прованса).
Из-за нехватки людей византийцы оставили практически без защиты городские стены вдоль побережья Мраморного моря, а оборону побережья Золотого Рога поручили Луке Нотарасу. Самые боеспособные силы защитников Константинополя, состоявшие из императорской гвардии и генуэзских отрядов под командованием Джованни Джустиниани, были размещены в центре обороны, у ворот Святого Романа и в долине реки Ликос (фактически ставки султана и императора располагались друг напротив друга). Остальные участки стен и побережья прикрывали смешанные отряды византийцев и наёмников-латинян под командованием греков Феодора из Каристоса, Феофила Палеолога, Димитрия Кантакузина и Никифора Палеолога, братьев-генуэзцев Боккьярди, венецианцев Минотто, Тревизано, Джакопо Контарини и Альвизе Дьедо, шотландца Иоанна (Иоанна Германца), турка Орхана и кардинала Исидора. 7 апреля загремели первые выстрелы батарей турецких пушек, считавшихся в ту пору лучшими в Европе. Попутно отряды турок захватили крепости Ферапия и Студион, располагавшиеся вне городских стен, и сожгли крепость на острове Принкипо, жестоко казнив уцелевших воинов. 18 апреля Мехмед отдал приказ начать штурм, сосредоточив главные силы на наиболее повреждённых артиллерией участках стены и даже предприняв подкоп, но византийцы смогли отбить атаку (в том числе нападение османской эскадры на флот союзников). 20 апреля три генуэзских судна, загруженных на деньги папы Николая V оружием и продовольствием, и один византийский корабль, перевозивший зерно с Сицилии, нанесли поражение турецкой эскадре и прорвались в Золотой Рог к основным силам осаждённых.
Тогда Мехмед приказал перетащить около 70 своих лёгких кораблей волоком через холмы Перы в Золотой Рог, что сильно деморализовало защитников Константинополя и оказало большое влияние на дальнейший ход боевых действий. 28 апреля несколько итальянских кораблей предприняли попытку атаковать турецкий флот в Золотом Роге, но потерпели поражение. Около 40 пленённых моряков по приказу Мехмеда посадили на кол перед стенами города. В отместку византийцы повесили на бастионах несколько сот пленных турок, содержавшихся в тюрьме. В лагере осаждённых обострились разногласия между греками и латинянами, усиленные нехваткой продовольствия и позицией генуэзцев Галаты, которые не раз открыто помогали султану. Кроме того, часто конфликтовали между собой традиционные соперники — генуэзцы и венецианцы, а православное духовенство было раздражено императором-униатом, который изымал церковное имущество для нужд обороны. Непрекращающиеся обстрелы стен пушками и катапультами чередовались попытками засыпать ров, подогнать осадные башни, поджечь ворота и прорыть под стенами туннели, а также массированными сухопутными и морскими атаками, которые редеющим и ослабленным силам защитников города отбивать становилось всё труднее и труднее. Основной удар решающего штурма Мехмед решил нанести по наиболее пострадавшему участку крепостных стен — между воротами Святого Романа и Харисийскими воротами, где укрепления из-за особенностей рельефа располагались ниже позиций турецких батарей, а ров был не столь глубоким.
К моменту штурма из всех защитников города, кто стоял на стенах и плавал на судах в начале осады, уцелел лишь каждый второй. В некоторых местах башню или бастион между башнями обороняло по два-три человека. На центральном участке обороны в районе Месотехиона было сосредоточено три тысячи воинов — византийских гвардейцев, генуэзских наёмников и венецианских моряков. После полуночи 29 мая 1453 года турецкие войска волна за волной пошли в атаку. Пушки разрушили остатки стен в районе ворот Святого Романа, а бегство тяжело раненного командира генуэзцев Джустиниани вызвало замешательство в рядах обороняющихся. В бою у ворот Святого Романа погиб последний византийский император Константин (вскоре по приказу султана его отсечённую голову выставили на высокой колонне Юстиниана в центре города). Турки хлынули в Константинополь, добивая всех уцелевших воинов и тех, кто не представлял ценности в качестве раба (стариков, больных, калек, слабоумных и младенцев). Около 20 византийских и итальянских судов (согласно другим данным — только семь генуэзских и венецианских кораблей) смогли вырваться из Золотого Рога, воспользовавшись тем, что моряки турецкой эскадры также бросились грабить город. Мужественно оборонявшие несколько башен критяне так поразили Мехмеда, что он разрешил им прекратить сопротивление и беспрепятственно уплыть из города на своих трёх кораблях. Разграбление Константинополя продолжалось трое суток, часть зданий сильно пострадала от пожаров. Уцелевших жителей покорённой столицы, в том числе укрывшихся в соборе Святой Софии (в основном женщин, детей, стариков и монахов) турки продали в рабство на невольничьих рынках.

## Комментарии
1. ↑  Самоназванием этого государства было «Империя ромеев», латиняне называли его «Романия», а османы — «Государство румов». Термины «Византия» и «Византийская империя» появились среди историков уже после падения Константинополя под ударами Османской империи.
2. ↑  Согласно преданию, Константин взял в руки копьё и во главе торжественной процессии совершил круговой маршрут, который обозначил кольцо будущих городских стен. В черту города попала значительная часть холмистой территории Босфорского мыса, и приближённые императора заметили, что новая столица будет слишком велика. На это Константин, уверенный, что его действиями в этот момент руководит высшая сила, ответил, что «будет идти до тех пор, пока не остановится некто, идущий впереди».
3. ↑  Согласно легенде, не желавших переселяться вельмож император направил в поход против Персии, отобрав у всех перстни с именными печатями. Затем семьям этих вельмож были направлены скреплённые печатями письма с указанием переселяться в Византий. Пока письма дошли до адресатов и семейства собирались в путь, по приказу Константина для каждого вельможи были построены дома, являвшиеся точными копиями их римских жилищ. Когда сановники и полководцы вернулись из похода, в Византии их ждали семьи в новых домах, не отличавшихся от прежних.
4. ↑  С тех пор ежегодно 11 мая жители праздновали день основания города.
5. ↑  Официально Константин был крещён лишь на смертном одре епископом Евсевием Никомедийским.
6. ↑  Этот памятник Константин чтил особо, и всегда, проезжая мимо него, вся императорская свита сходила с коней.
7. ↑  В основание колонны были замурованы щит и меч императора, а также различные христианские реликвии. В конце XI века от удара молнии статуя и верхняя часть колонны были разрушены.
8. ↑  В османский период три змеиные головы, украшавшие колонну, были отбиты. Сегодня одна из них хранится в Стамбульском археологическом музее.
9. ↑  В современном Стамбуле на первом холме расположены Айя-София, мечеть Султанахмет и дворец Топкапы, на втором — мечеть Нуруосмание, Большой базар и колонна Константина, на третьем — главные корпуса Стамбульского университета, мечети Баезид и Сулеймание, на четвёртом — мечеть Фатих, на пятом — мечеть Селима I, на шестом — мечеть Михримах Султан и район Эдирнекапы, седьмой холм тянется от района Аксарай до стен Феодосия.
10. ↑  Большая часть Константинополя стоит на скалистом грунте, даже вода в колодцах непригодна для питья. Поэтому доставка пресной воды в многочисленные подземные цистерны и фонтаны была одной из важнейших задач городских властей. Для этих целей строились каменные каналы, трубопроводы и акведуки, доставлявшие воду из озёр, специально созданных в горах Фракии, или из больших резервуаров Белградского леса.
11. ↑  Феодосий не разрешал им селиться в пределах городских стен (во-первых, он до конца не доверял им, во-вторых, готы оставались верными арианству), поэтому новых поселенцев стали называть эксокионитами, то есть «живущими по ту сторону колонны» (имелась в виду колонна Константина, символизировавшая центральную часть Константинополя), а район их поселения — Эксокионий. Однако, хотя готы и жили за стенами, император Феодосий в значительной степени находился в зависимости от их военных отрядов
12. ↑  Он был воздвигнут ещё во времена фараона Тутмоса III. Затем император Феодосий, пожелавший увековечить свою победу над готами и скифами, повелел доставить обелиск через Александрию в Константинополь.
13. ↑  Включая весь Балканский полуостров, Малую Азию, острова Эгейского моря, Крит, Кипр, Сирию, Палестину, Египет, Киренаику и опорные пункты в Причерноморье.
14. ↑  Они были сделаны в виде обшитой листовым золотом триумфальной арки с тремя пролётами, центральный из которых предназначался для императорского кортежа, и украшены мраморными и бронзовыми статуями, в том числе Геракла и Прометея.
15. ↑  Эпарх был главным лицом при расследовании заговоров против императора, чинил суд и расправу над участниками и подстрекателями бунтов, направленных против власти.
16. ↑  В такие дни служащие убирали главные улицы и площади, украшая их цветами и зелёными ветками (путь императорского кортежа устилали лепестками), декорировали парадные залы дворца дорогими тканями, золотыми и серебряными украшениями.
17. ↑  Содержателям питейных заведений запрещалось открывать их по большим праздникам, а в воскресные дни — ранее двух часов дня. По ночам все кабаки были закрыты, дабы не искушать любителей спиртного.
18. ↑  Согласно легенде, когда турки захватили Константинополь, один из монахов жарил рыбу. Когда ему принесли горькую весть, он не поверил и ответил: «Если это правда, то пусть рыба оживёт». При этих словах рыба выпрыгнула из сковороды в соседний бассейн. После этого турки и назвали монастырь «Балыклы», то есть «Рыбный», однако вскоре полностью разрушили его.
19. ↑  Первоначальным ядром будущего огромного комплекса служил дворец Дафна, построенный в IV веке у самого ипподрома.
20. ↑  Построенное по римскому образцу купольное здание покоилось на четырёх колоннах и было богато украшено скульптурами. Оно служило точкой отсчёта расстояний расходящихся от Константинополя дорог и сейчас известно как столб Милион.
21. ↑  Масштабные раскопки в районе гавани Феодосия начались в 2004 году при строительстве линии Стамбульского метрополитена. Были обнаружены останки десятков деревянных судов, как торговых, так и военных, затонувших во время шторма.
22. ↑  Основной доход константинопольской аристократии приносили городские и пригородные имения, а также сдача в аренду земель, доходных домов, мастерских и бань. Предприятия аристократии, главным образом мастерские, принадлежавшие сенаторам, составляли серьёзную конкуренцию другим ремесленникам, так как были освобождены от всяких повинностей.
23. ↑  Привилегированную группу судовладельцев составляли те, кто доставлял египетское зерно в столицу. Постепенно судовладельцы от перевозки товаров переходили к торговле ими, и со временем понятия «навикулярий» и «морской торговец» стали синонимами.
24. ↑  Если в середине V века в Константинополе проживало до 15 тыс. монахов, то в VI веке эта цифра увеличилась ещё больше. После Халкидонского собора монастыри стали главным местом пребывания монахов, и власти начали бороться за очищение улиц от бродячего монашества. Уже в правление Юстиниана число столичных монастырей превысило 70.
25. ↑  Кроме «спортивных» димов общегородского уровня, существовали димы отдельных кварталов и районов — объединения свободных граждан, которые выполняли хозяйственные и политические функции, следили за благоустройством и порядком на своей территории. Большинство мелких димов входили в ту или иную «фракцию», которая поддерживала основные «спортивные» партии.
26. ↑  Среди рядовых венетов преобладали колоны пригородных имений и клиенты землевладельческой аристократии, среди рядовых прасинов — ремесленники, работники мастерских и лавок, моряки и портовые грузчики.
27. ↑  Ранее главными храмами Константинополя считались церковь Святой Ирины, также сгоревшая в пожаре восстания, и церковь Святых Апостолов.
28. ↑  В годы строительства храма были увеличены налоги, а многим чиновникам в провинциях почти перестали платить жалованье.
29. ↑  Отныне все византийские императоры короновались в кафедральном соборе Святой Софии.
30. ↑  До начала правления Юстиниана ввозимые в Константинополь товары не облагались пошлинами (существовали лишь нерегулярные налоги).
31. ↑  В городе существовали устойчивые общины купцов, менял и ростовщиков из Александрии, Сирии, Киликии, Родоса, Хиоса и Италии.
32. ↑  Кроме того, продолжались частые вторжения славян, которые в правление императора Маврикия нередко доходили до «Длинных стен» Константинополя.
33. ↑  Позже, при императоре Константине IV, он был доработан и улучшен архитектором и механиком Каллиником, который бежал в Константинополь из захваченной арабами Сирии.
34. ↑  Несколько попыток арабов штурмом овладеть городом с моря закончились неудачей. Под стенами Константинополя погиб престарелый соратник и знаменосец пророка Мухаммеда Абу Айюб аль-Ансари. Особенно большие потери арабы понесли в 678 году, когда многие их суда были уничтожены «греческим огнём».
35. ↑  К началу VIII века в Константинополе окончательно утвердилась новая знать из числа крупных феодалов-землевладельцев и военачальников, контролировавших положение дел в фемах (наиболее влиятельной была малоазиатская знать). С ними могла поспорить только Церковь, особенно разбогатевшее монашество, владевшее обширными землями и ремесленными мастерскими, а также верхушка столичных торгово-ремесленных кругов, опасавшаяся усиления военной знати.
36. ↑  Вообще византийские императоры ещё со времён Юстиниана враждебно относились к евреям и всячески притесняли их в гражданских правах.
37. ↑  При нём монастыри обращались в казармы и тюрьмы, монастырские земли раздавались армейским чинам, монахов под угрозой ослепления или смерти заставляли вступать в брак.
38. ↑  Ещё в XI веке в Константинополе рабы использовались в качестве домашней прислуги и работников ремесленных мастерских.
39. ↑  Всё в этом зале было призвано в первую очередь поразить гостей: император входил под звуки хора и орга́на, его роскошные одежды были усыпаны драгоценностями, он возносился на троне под потолок и плавно спускался вниз; при появлении гостей золотые львы поднимались и издавали рычание, а птицы на дереве махали крыльями (все устройства приводились в движение водой и механизмами, скрытыми от посторонних глаз).
40. ↑  Изначально эту скульптуру римляне вывезли из Коринфа, затем она попала в Константинополь, а уже отсюда была вывезена в Венецию, где украсила портал собора Святого Марка.
41. ↑  Столичный ремесленный цех обычно состоял из хозяев мастерских, квалифицированных работников или помощников из числа рабов, наёмных рабочих (мистиев) и учеников. Но рабский труд не играл ведущей роли в ремесленном производстве, центральное место занимали мелкие свободные ремесленники и свободные наёмные рабочие.
42. ↑  Не объединённые в цеха ремесленники-одиночки жили в бедноте и были вынуждены конкурировать со стекавшимися в город выходцами из деревни и сезонными рабочими, переходившими из одной мастерской в другую. Все эти категории трудящихся составляли жившие в нужде низы горожан и принимали активное участие во всех городских мятежах и беспорядках.
43. ↑  Сам император был сыном армянки Феодоры, а в определённый период всеми делами в империи ведали его родственники-армяне — цезарь Варда и командующий войсками Петроний.
44. ↑  В правление Македонской династии развернулась борьба между провинциальной военно-феодальной знатью, которая превратилась в носительницу центробежных сил, и торгово-ремесленными кругами Константинополя, которые были заинтересованы в сохранении сильной централизованной империи и нуждались в защите своих интересов (последних поддерживали императоры и многочисленное чиновничество).
45. ↑  Многие историки ставят под сомнение реальность этого похода, так как он не упомянут ни в одном византийском или ином источнике, кроме древнерусских летописей наподобие Повести временных лет.
46. ↑  Из Киевской Руси в Византию шли меха, воск, мёд, рыба и рабы, обратно — парча, шёлк, вино и пряности.
47. ↑  Войны с Симеоном начались в конце IX века, когда император Лев VI перенёс торговлю болгарских купцов из Константинополя в Фессалоники. Летом 896 года Симеон впервые осадил Константинополь, заставив византийцев платить ежегодную дань и вернуть болгарских купцов в столицу
48. ↑  В 921 и 922 годах болгары вновь подходили к стенам Константинополя, каждый раз нанося поражение византийским войскам. Симеон пытался заручиться поддержкой арабского флота, в 927 году начал подготовку к решающей осаде Константинополя, и лишь смерть болгарского царя спасла столицу Византии от печальной участи.
49. ↑  В этот период купцы из Руси были крупными поставщиками восточных товаров, а шёлковые ткани из Константинополя получили в Западной Европе название «русских тканей».
50. ↑  К этому добавилась череда длительных феодальных усобиц и политическая анархия, сопровождавшаяся частыми сменами императоров.
51. ↑  Этот храм был известен также как церковь Святых Апостолов Петра и Марка. Он был построен на месте дома, куда изначально привезли похищенную из Иерусалима двумя византийскими патрициями ризу Богородицы.
52. ↑  Поредевшие в походе отряды бедноты прибыли в Константинополь первыми и, переправившись в Малую Азию, были легко разбиты сельджуками. Уцелевшие несколько тысяч человек во главе с Петром Амьенским в панике бежали назад в Константинополь, где стали дожидаться подхода главных сил.
53. ↑  Примерно в этот период рядом со дворцом была построена большая подземная тюрьма Анемас, руины которой расположены в современном квартале Балат.
54. ↑  Начало этому процессу положил Алексей I Комнин, который в 1082 году подписал так называемую «Золотую буллу», предоставившую венецианцам полную свободу торговли в Византийской империи и освобождение от налогов в обмен на защиту Адриатического моря от норманнов.
55. ↑  В ответ на репрессии и массовые аресты своих подданных Венеция захватила Рагузу и Хиос.
56. ↑  Впоследствии многие историки говорили, что былое великолепие византийских храмов после эпохи крестовых походов можно было увидеть только в церквях Венеции.
57. ↑  За более чем полувековое господство в Константинополе крестоносцы и монахи успели вывезти в Западную Европу почти всё, что представляло сколько-нибудь значительную ценность, а торговля похищенными сокровищами, христианскими реликвиями и древними рукописями долгое время оставалась для латинян одним из главных источников пополнения своей казны.
58. ↑  Генуэзцы в этот период враждовали с венецианцами после изгнания из Акры и давно мечтали потеснить их из Константинополя, а султан Коньи стремился к союзу с Никейской империей перед угрозой монгольского нашествия.
59. ↑  Церковь Иоанна Предтечи, пристроенная к монастырю Липса, стала одной из усыпальниц династии Палеологов.
60. ↑  Изначально Галатская башня, или Башня Христа, была построена в конце V века. Она служила для наблюдения за пожарами и судами, проходившими Босфор. Позже генуэзцы надстроили её до современной высоты в 68 м.
61. ↑  Михаил VIII опасался наступления сицилийского короля Карла I Анжуйского, который стремился, опираясь на латинских баронов Мореи и Афин, захватить Константинополь и восстановить Латинскую империю, чему и должна была помешать уния Византии и Рима.
62. ↑  Началом открытого противостояния послужил организованный Алексеем Апокавком в Константинополе мятеж, в ходе которого имущество Кантакузина и его сторонников было разграблено и конфисковано, а сами они убиты либо заключены в тюрьму. После убийства Апокавка (июнь 1345 года), занимавшего пост эпарха Константинополя, по городу вновь прокатилась волна погромов. Летом 1346 года окрестности столицы разграбили турецкие отряды, ранее нанятые Анной Савойской для борьбы с Кантакузином, а сам город в том же году сильно пострадал в результате мощного землетрясения.
63. ↑  Ранее турки благодаря Иоанну Кантакузину утвердились в Галлиполи (1354), положив начало захвату владений в Европе, в 1359—1360 годах оккупировали Фракию, несколько раз вплотную подходя к стенам Константинополя.
64. ↑  Византийцы обязались платить ежегодную дань, выставлять свои отряды во время военных походов султана и не проводить реставрацию укреплений Константинополя.
65. ↑  Тогда же из-под власти Константинопольского патриархата вышла Русь.
66. ↑  По одной из версий, власти опасались негативной реакции толпы на коронацию императора-униата патриархом-униатом и отложили церемонию в «долгий ящик».
67. ↑  Именно тогда один из лидеров туркофилов, командующий византийским флотом Лука Нотарас произнёс ставшую крылатой фразу: «Лучше увидеть в городе турецкую чалму, чем латинскую тиару».
68. ↑  Под наблюдением знаменитого венгерского мастера Урбана были отлиты десятки мощных бронзовых пушек, в том числе гигантская «Базилика», стрелявшая огромными каменными ядрами. Изначально Урбан предложил свои услуги византийцам, но из-за нехватки финансирования переметнулся на сторону османов.
69. ↑  Согласно другим данным, город обороняли 6 тыс. греков и около 3 тыс. наёмников из Италии, Испании, Франции, Германии, Родоса и Хиоса.
70. ↑  Согласно другим источникам, османский флот насчитывал 12—18 больших военных галер (бирем и трирем), 70—80 меньших по размеру фуст, около 25 тяжёлых транспортных парандарий и несколько бригантин; всего 140 кораблей.
71. ↑  Описывавший эти события византийский историк Критовул изрёк по этому поводу крылатую фразу: «Пушки решили всё».
72. ↑  В поисках спрятанных сокровищ захватчики разрушали мраморные стены и колонны, сбивали мозаику. Не представлявшие для них никакой ценности рукописи и иконы турки просто сжигали, отбирая только церковную утварь из драгоценных металлов. Однако, согласно оценкам некоторых историков, в руки османов не попало и половины той добычи, которая досталась латинянам в 1204 году.
73. ↑  По некоторым оценкам, турки угнали из Константинополя в неволю около 60 тыс. человек. По другим данным, эта цифра значительно завышена, так как всё население города на момент захвата составляло около 50 тыс. человек.